# Rheinische Friedrich-Wilhelms-Universität Bonn

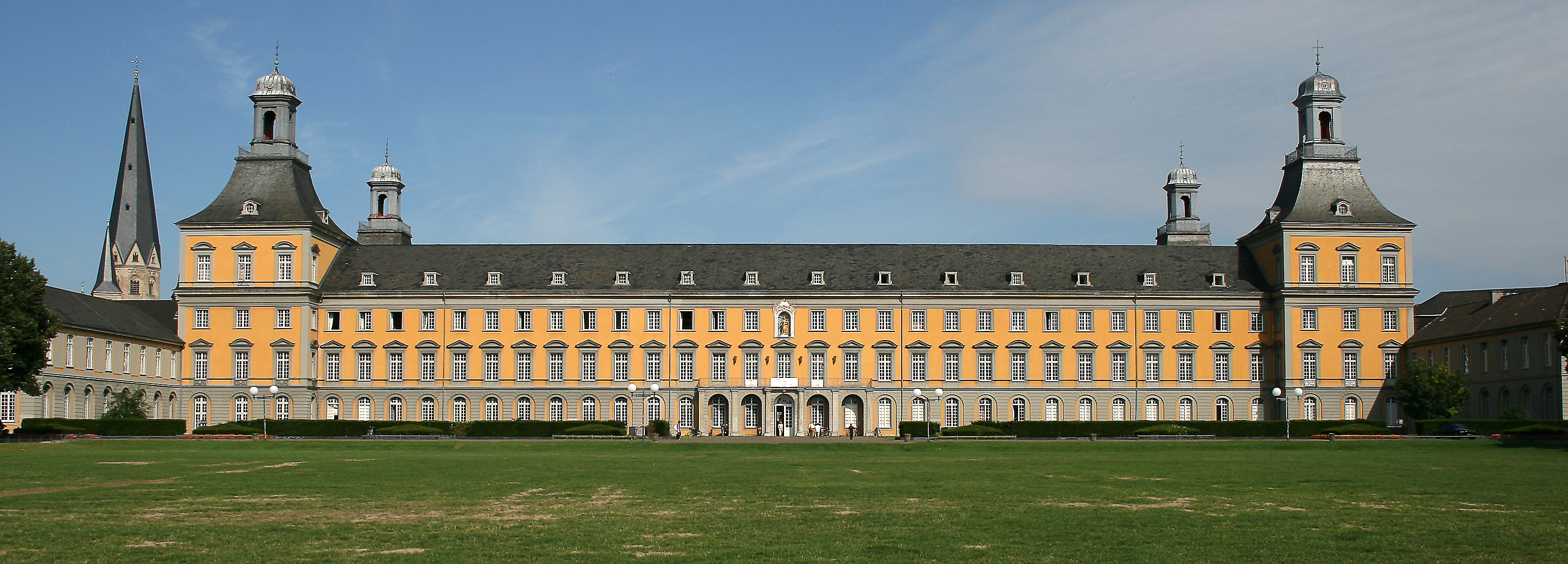
Hauptgebäude am südöstlichen Rand der Bonner Innenstadt

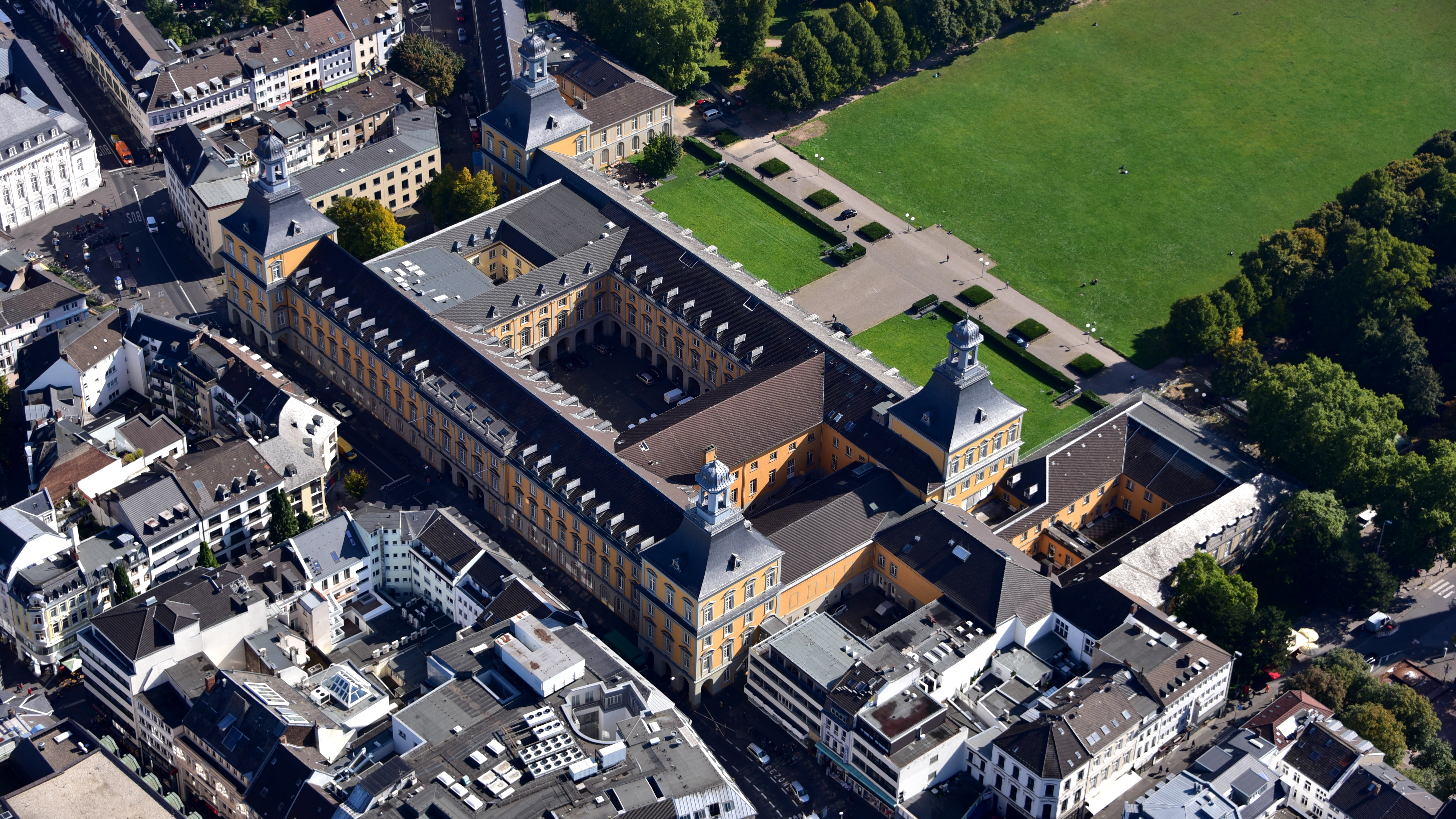
Rheinische Friedrich-Wilhelms-Universität Bonn, Luftaufnahme (2017)

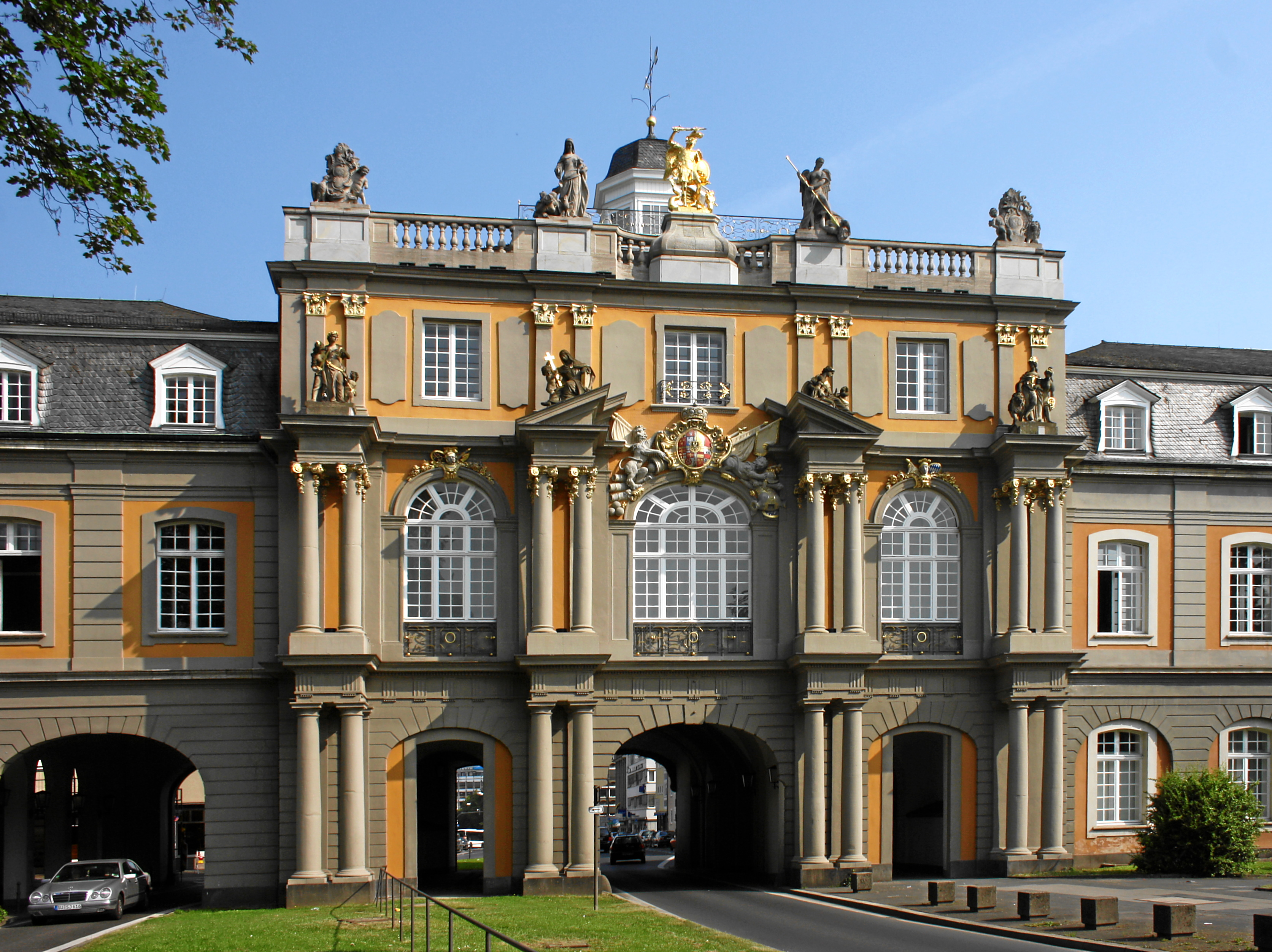
Koblenzer Tor mit Adenauerallee

Die Rheinische Friedrich-Wilhelms-Universität Bonn ist eine der großen Universitäten in Deutschland. Die nach dem preußischen König Friedrich Wilhelm III. benannte und im Jahr 1818 gegründete Hochschule hat ihren Sitz in Bonn am Rhein. Im Dezember 2022 waren 33.000 Studierende immatrikuliert.
Unter den Absolventen, Ehrendoktoren und Professoren befinden sich sieben Nobelpreisträger – darunter Harald zur Hausen, Wolfgang Paul, Reinhard Selten, Thomas Mann und Otto Wallach –, vierzehn Laureaten des Gottfried-Wilhelm-Leibniz-Preises, drei Preisträger der Fields-Medaille sowie Joseph Ratzinger (der spätere Papst Benedikt XVI.), Heinrich Heine, Karl Marx, Konrad Adenauer, Robert Schuman, Joseph Schumpeter, Friedrich Nietzsche, Jürgen Habermas, Max Ernst, Karl Barth, August Kekulé, Justus von Liebig, Rudolf Clausius und Heinrich Hertz, aber auch führende Nationalsozialisten wie Joseph Goebbels.

## Geschichte

### Kurkölnische Akademie Bonn

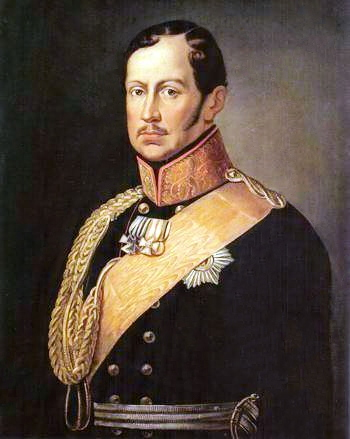
König Friedrich Wilhelm III., Förderer der Universität Bonn

Vorgänger der Bonner Universität war die Kurkölnische Akademie Bonn (genannt „Maxische Akademie“ nach ihrem Gründer Maximilian Friedrich von Königsegg-Rothenfels), die 1777 mit den vier Fakultäten für Gottes-, Rechts-, Arznei- und Weltgelehrtheit gegründet wurde. 1786 verlieh der deutsche Kaiser Joseph II. ihr das Recht zur Verleihung der im ganzen Heiligen Römischen Reich anerkannten Grade des Licentiaten und des Doktors. Damit stieg die Akademie zur Universität auf. 1798 wurde die kurkölnische Universität nach der Angliederung des linken Rheinufers an Frankreich aufgehoben.

### Gründungszeit
Die heutige Universität Bonn wurde dann am 18. Oktober 1818 vom preußischen König Friedrich Wilhelm III. als sechste preußische Universität neben der Universität Greifswald, der Friedrich-Wilhelms-Universität zu Berlin, der Albertus-Universität Königsberg, der Universität Halle (Saale) und der schlesischen Friedrich-Wilhelms-Universität Breslau gegründet. Anlass für die Gründung war der Wille, für die beiden neuen preußischen Provinzen Rheinland und Westfalen eine akademische Ausbildungsstätte zu schaffen. Am selben Tag wurden hierfür die bestehenden Universitäten in Münster und Paderborn aufgehoben. Die Wahl fiel aus mehreren Gründen auf Bonn: Zunächst war durch die beiden leerstehenden erzbischöflichen Schlösser hier ein für den Anfang ausreichendes Raumangebot vorhanden. Dann wollte man ein deutliches Zeichen für einen Neuanfang auch im universitären Bereich setzen. Daher wurde weder die Kurkölnische Universität in Bonn noch die städtische Universität in Köln wiederbegründet. Außerdem hatte die kurkölnische Universität als Vorläufer zwar nur wenige Jahre Bestand, doch galt sie als eine Universität, die von der Aufklärung geprägt war, was gut in die preußischen Bildungsideale passte.
Die am 14. Oktober 1655 gegründete Duisburger Universität wurde im Jahr der Universitätsneugründung in Bonn aufgelöst. Das Zepter und große Teile der Universitätsbibliothek Duisburg gingen nach Bonn, sodass die Bonner Universität insoweit auch Nachfolgerin der Duisburger Hochschule ist.
Anfänglich wurde die Hochschule als „Rhein-Universität“ bezeichnet. 1827 wurden die endgültigen Statuten der Universität Bonn fertiggestellt und im folgenden Jahr durch den preußischen König vollzogen. Am 28. Juni 1828 gab Friedrich Wilhelm III. mit einer Kabinettsorder der Einrichtung den heutigen Namen „Rheinische Friedrich-Wilhelms-Universität“.
Der erste deutsche Lehrstuhl für Kunstgeschichte wurde am 4. Mai 1860 an der Universität Bonn eingerichtet. Landesweite Aufmerksamkeit erfuhr der Bonner Philologenstreit zwischen den Professoren Otto Jahn und Friedrich Ritschl, der 1865 zu Ritschls Weggang nach Leipzig führte. 1868 verlieh die Medizinische Fakultät Louis Pasteur den Ehrendoktor, den dieser 1870 wegen des Deutsch-Französischen Kriegs zurückgab.

### 20. Jahrhundert
Mit dem Ersten Weltkrieg und dem Zusammenbruch des Kaiserreiches ging eine Hochzeit zu Ende. Die Juristen Ernst Zitelmann und der Industrielle Carl Duisberg bemühten sich bereits 1917 im Hinblick auf die bevorstehende Hundertjahrfeier mit der „Gesellschaft der Freunde und Förderer der Universität Bonn“ (Geffrub) private Hilfsquellen zu erschließen. Die materielle Situation vieler Studierender war erbärmlich: Der Roman „Barbaren“ von Günther Weisenborn, der hier in den 1920er Jahren Student war, zeugt davon. Aus einer Selbsthilfeorganisation der Studenten ging 1920 der Verein „Studentenwohl“, später das Studentenwerk Bonn hervor.
Die zweite Satzung der Universität wurde 1930 erlassen. Neu war unter anderem die „Studentenschaft“ als verfassungsmäßiges Glied der Universität mit Selbstverwaltung und Teilnahme an der Hochschulverwaltung. Die „Allgemeine Studentische Arbeitsgemeinschaft“ (Astag) wurde schon vor der Übergabe der Satzung 1930 wieder eingerichtet, nachdem sie 1927 per Urabstimmung in der Studentenschaft aufgelöst worden war. Die Mitglieder der Astag wurden von den Studierenden in geheimer Wahl bestimmt. Im Unterschied zu anderen Universitäten waren die nationalsozialistischen Stimmen niemals in der Mehrheit.
Im Jahr 1933 waren 23 % der Professoren NSDAP-Mitglieder. Mit der Einführung des Führerprinzips erfolgte die Gleichschaltung: der Rektor wurde vom Minister, die Dekane durch den Rektor eingesetzt. Ihre Entscheidungen waren weder an Beratung noch Abstimmung in Gremien gebunden. 40 Hochschullehrer (12,9 % des Lehrkörpers) wurden entlassen, weil sie Juden oder den neuen Machthabern missliebig waren. Die Philosophen Paul Ludwig Landsberg und Johannes Maria Verweyen starben in Konzentrationslagern. Der Mathematiker Felix Hausdorff beging Suizid.
Im Jahr 1935 erfolgte die Entlassung des Theologen Karl Barth (1886–1968), der den Führereid in der vorgeschriebenen Form verweigerte, und 1936 die Aberkennung der Thomas Mann 1919 verliehenen philosophischen Ehrendoktorwürde. Der der SS angehörende Dekan Karl Justus Obenauer hatte den Entzug ausgesprochen. Sie wurde ihm nach dem Zweiten Weltkrieg wieder zuerkannt.
Viele emigrierten, darunter auch der Orientalist Paul Kahle: sein Sohn Wilhelm hatte am 10. November 1938 die brennende Synagoge gesehen und danach zusammen mit seiner Mutter spontan einer jüdischen Geschäftsfrau beim Aufräumen des von SA-Männern verwüsteten Geschäfts geholfen. Ein Polizist stellte ihre Personalien fest. Die Folge war die Relegation des Studenten Wilhelm Kahle von der Universität wegen „mangelnder akademischer Würde“ sowie eine monatelange öffentliche Anprangerung und Schikanierung des Professors und seiner Angehörigen. Dem entflohen sie im Frühjahr 1939 durch Emigration nach England.
 Durch die Eingliederung der Landwirtschaftlichen Hochschule Poppelsdorf wurde im Jahr 1934 die Landwirtschaftliche Fakultät eingerichtet.
Seit dem Wintersemester 1941/1942 konnte aufgrund des Zweiten Weltkriegs eine geregelte Durchführung des Vorlesungsbetriebs nicht gewährleistet werden, da sowohl Professoren als auch Studenten zum Wehrdienst eingezogen worden waren und auch die Bedürfnisse der Kriegswirtschaft negativen Einfluss auf Forschung und Lehre hatten. Im Wintersemester 1944/1945 veranlasste der Reichsminister für Wissenschaft, Erziehung und Volksbildung Bernhard Rust an den linksrheinischen Universitäten die Einstellung des Lehrbetriebs – mit Ausnahme der medizinischen Fakultäten. Am 18. Oktober 1944 – dem 126. Jahrestag der Universitätsgründung – zerstörte ein Bombenangriff das Hauptgebäude und das am Rhein gelegene Klinikviertel. Bei Kriegsende war die Universität zu etwa 60–80 Prozent zerstört. Der entstandene Schaden wurde auf etwa 50 Mio. DM geschätzt.
Am 12. April 1945 konstituierte sich unter der Initiative von Theodor Brinkmann ein Verwaltungsrat, der am 1. Juni eine offizielle Bestätigung der Militärregierung und den Auftrag zur Wiedereröffnung der Universität erhielt. Nach dem Rücktritt Brinkmanns wurde Heinrich Konen zum neuen Vorsitzenden gewählt, womit er zum dritten Mal an der Spitze der Universität stand. Zum Wintersemester 1945/46 wurde der universitäre Betrieb wieder aufgenommen, das Rektorat kam übergangsweise in einem Gebäude in der Joachimstraße unter. Aufgrund der Kriegsschäden und der Zunahme der Studierenden wurden wesentliche Baumaßnahmen notwendig. Es entstand an der Adenauerallee ein neues Gebäude für die Universitätsbibliothek und schräg gegenüber wurde ein Gebäude für die Rechts- und Staatswissenschaftliche Fakultät erbaut. Dieses Gebäude trägt den Namen Juridicum. Die Universitätskliniken wurden zum größten Teil aus der Innenstadt in den Stadtteil Venusberg verlegt. 1980 wurde die bisher unabhängige Pädagogische Hochschule Rheinland mit Standort Bonn integriert. Damit war auch die Lehrerausbildung für die Haupt- und Grundschule zur Aufgabe der Universität geworden.

### 21. Jahrhundert
Im Jahr 2001 wies die Landesregierung die Universität an, die Lehrerausbildung einzustellen, was im Folgejahr von der Universität umgesetzt wurde. Mit der Umstellung des Lehramtsstudiums in Nordrhein-Westfalen auf Bachelor- und Masterstudiengänge konnte die Universität das Lehramtsstudium zum Wintersemester 2011/12 wieder einführen. Verantwortet werden die Lehramtsstudiengänge innerhalb der Universität Bonn vom Bonner Zentrum für Lehrerbildung (BZL).
Im Februar 2012 wurde mit dem Bau eines neuen Campus im Stadtteil Poppelsdorf begonnen. Das zirka 40.000 m² große Baufeld zwischen Carl-Troll-Straße sowie Endenicher Allee und Nussallee wurde zuvor von der landwirtschaftlichen Fakultät als Standort eines Versuchsfeldes verwendet und war daher unbebaut. In unmittelbarer Nähe des Bauplatzes waren bereits eine Zweigstelle der Universitäts- und Landesbibliothek, einige Institute der Universität sowie die ehemalige Mensa Poppelsdorf (heute: CAMPO) angesiedelt. Diese universitären Einrichtungen wurden um ein Hörsaalzentrum (Eröffnung: Wintersemester 2017/2018) und um das Bonn-Aachen International Center for Information Technology (Eröffnung: Sommersemester 2018) ergänzt. Außerdem werden auf dem Areal Räumlichkeiten für die Institute für Numerische Simulation, für Ernährungs- und Lebensmittelwissenschaft sowie für Informatik gebaut.

## Exzellenzinitiative

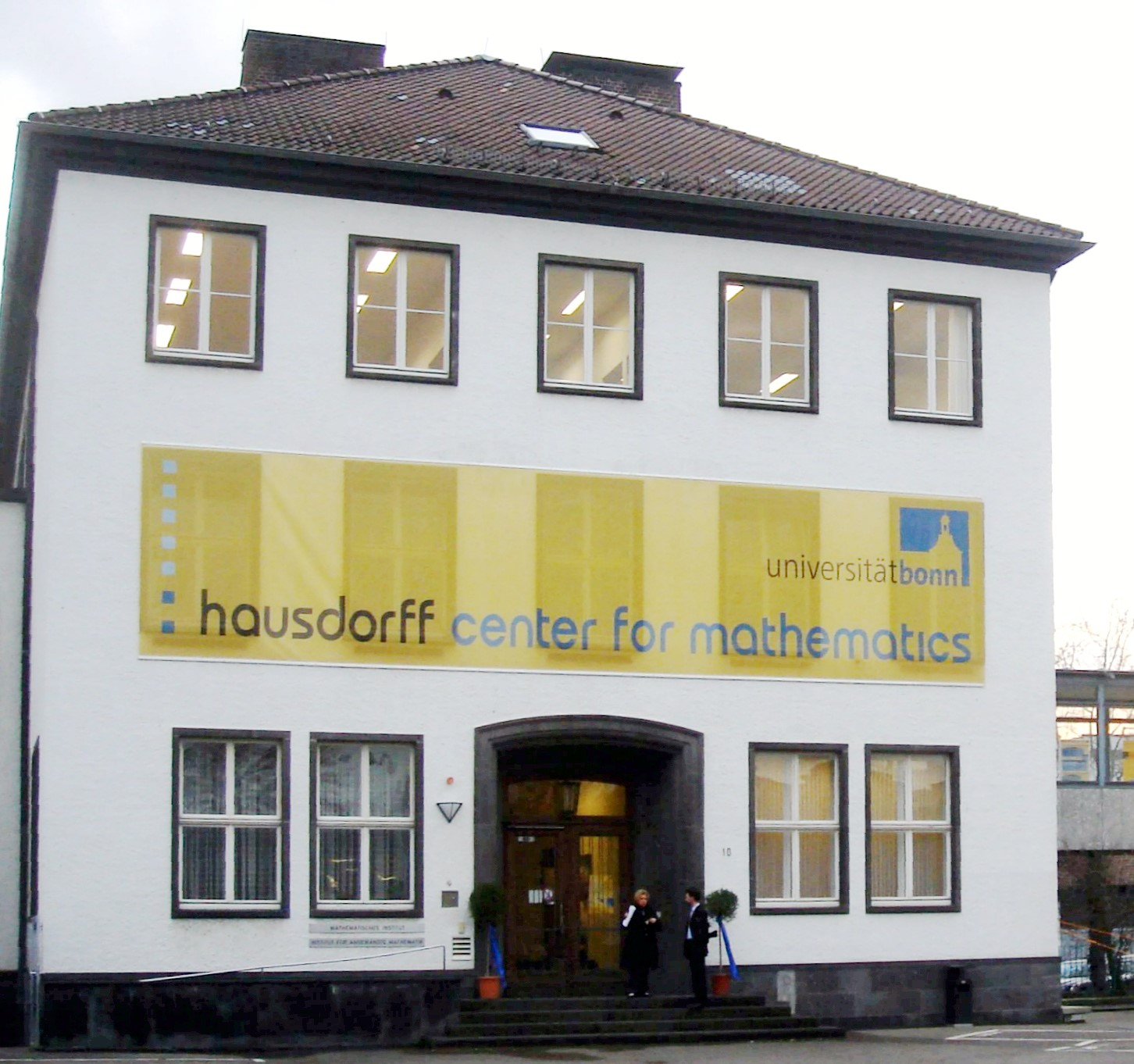
Ehemaliges Gebäude des mathematischen Institutes – Eröffnung des Exzellenzclusters der Mathematik

Bei der Exzellenzinitiative des Bundes und der Länder erzielte die Universität Bonn gemischte Ergebnisse. Das Zukunftskonzept, also die Förderung der gesamten Universität, wurde nicht gewonnen. In den anderen Förderlinien gab es jedoch Erfolge.
In der ersten Runde 2006 zog man mit Vorschlägen für Graduiertenschulen in Physik und Wirtschaftswissenschaften (Bonn Graduate School of Economics und Bonn-Cologne Graduate School of Physics and Astronomy zusammen mit der Universität Köln) sowie einem Exzellenzcluster in Mathematik (Mathematics: Foundations, Models, Applications – Hausdorff Center for Mathematics) in die Endauswahl ein, den Zuschlag erhielten die Ökonomie-Schule und der Mathematik-Cluster.
In der zweiten Runde 2007 standen die Graduiertenschule Chemical Biology in Life and Medical Sciences und erneut die Bonn-Cologne Graduate School of Physics and Astronomy sowie als weitere universitätsübergreifende Projekte der Exzellenzcluster Media: Material Conditions and Cultural Practice zusammen mit der Universität zu Köln und die Graduiertenschule Bonn-Aachen International Graduate School of Applied Informatics zusammen mit der RWTH Aachen in der Auswahl, den Zuschlag erhielt diesmal die Physik-Graduiertenschule.
In der dritten Runde im Jahr 2012 gelangten das Exzellenzcluster in der Mathematik (Mathematics: Foundations, Models, Applications) und die Graduiertenschule in Physik (Bonn-Cologne Graduate School of Physics and Astronomy) zu weiterer Förderung. Außerdem erhielt das neue Exzellenzcluster im Bereich der Immunologie (Immunosensation: das Immunsystem als Sinnesorgan) eine Förderzusage.
Bei der vierten Runde des nun Exzellenzstrategie genannten Wettbewerbs war die Universität mit insgesamt sechs Exzellenzclustern (davon zwei in Kooperation mit anderen Universitäten) und der zusätzlichen Auswahl als Exzellenzuniversität die erfolgreichste Hochschule.
In der fünften Runde der Exzellenzstrategie erhielt die Universität Bonn am 22. Mai 2025 den Zuschlag für acht Exzellenzcluster und war damit abermals die erfolgreichste Hochschule in dieser Förderlinie. Die Fortführung aller sechs bereits bestehenden Cluster (Bonn Center for Dependency and Slavery Studies, Hausdorff Center for Mathematics, ImmunoSensation3, PhenoRob, gemeinsam mit der Universität zu Köln: ECONtribute, gemeinsam mit der Universität zu Köln und der RWTH Aachen; ML4Q – Materie und Licht für Quanteninformation)  wurde bewilligt. Darüber hinaus wurden zwei weitere Cluster bewilligt: Color meets Flavor, gemeinsam mit der Technischen Universität Dortmund und der Universität Siegen, sowie Our Dynamic Universe, gemeinsam mit der Universität zu Köln.

## Standorte und Architektur

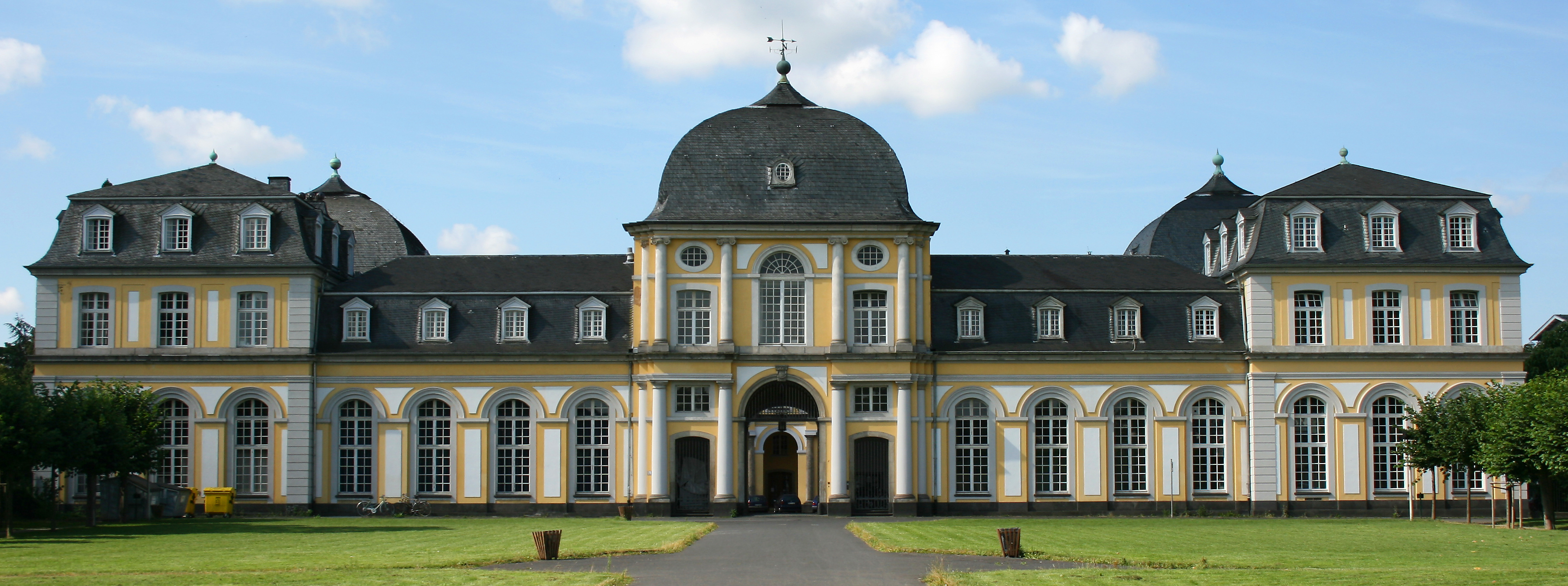
Poppelsdorfer Schloss

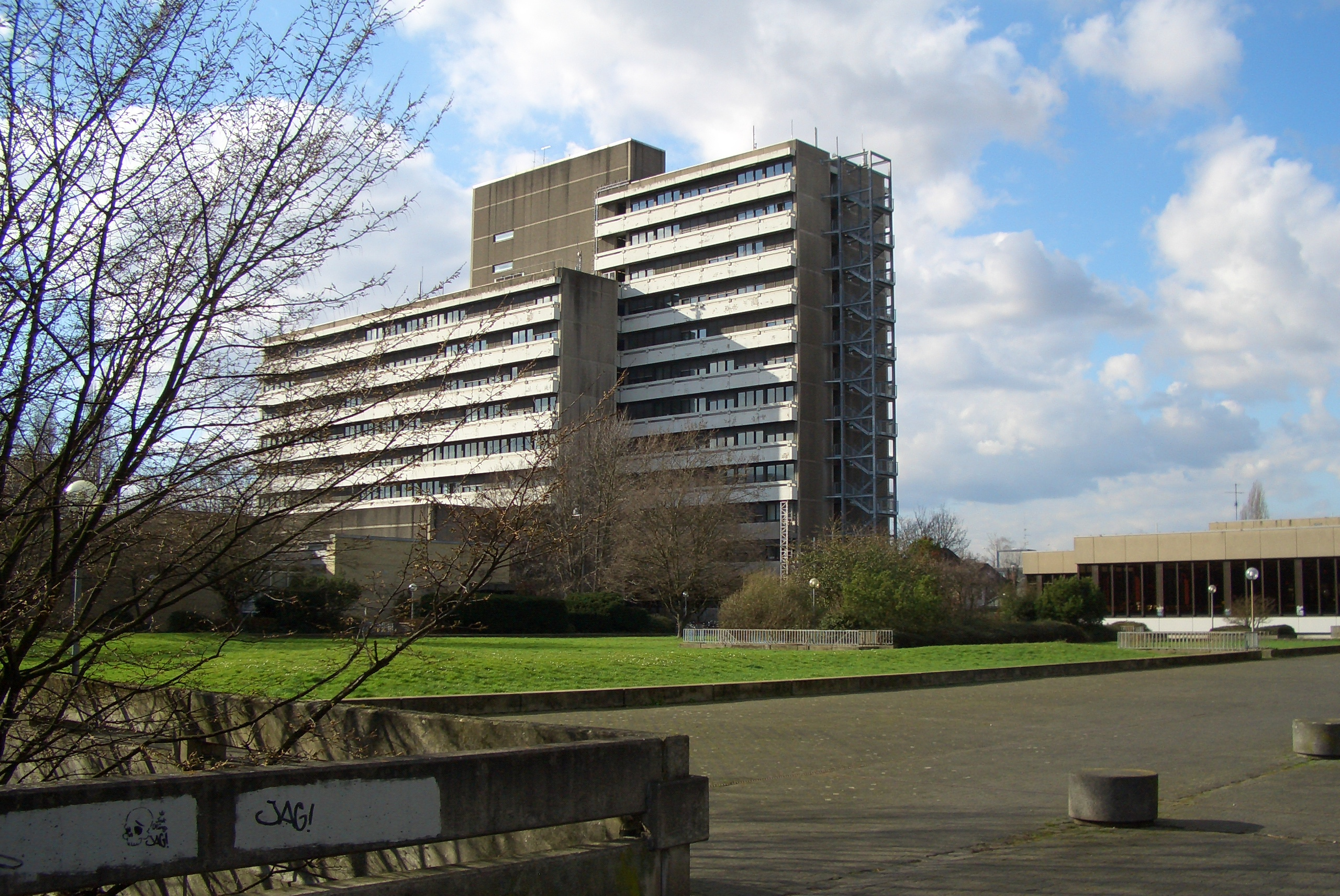
Standort Römerstraße

Die Universität Bonn ist keine Campus-Universität, sondern verteilt sich auf mehrere Standorte im ganzen Stadtgebiet.
Im Hauptgebäude, dem ehemaligen Kurfürstlichen Schloss direkt am Rand der Innenstadt sowie in einigen modernen Gebäuden in der Umgebung (etwa dem Juridicum) befinden sich der Großteil der Philosophischen, Theologischen sowie Rechts- und Staatswissenschaftlichen Fakultäten.
Die Naturwissenschaftler konzentrieren sich in Poppelsdorf, wo neben dem Poppelsdorfer Schloss Institutsgebäude aus dem 19. Jahrhundert und moderne Bürobauten vorherrschen. Der Schlossgarten dient seit 1819 als Botanischer Garten Bonn. Das Institut für Informatik ist seit Beginn des Sommersemesters 2018 ebenfalls in Poppelsdorf angesiedelt, in einem gemeinsamen Neubau mit dem Bonn-Aachen International Center for Information Technology, das aus der Heussallee umzog. Damit werden sowohl das Landesbehördenhaus als auch der Altbau des Allgemeinen Verfügungszentrums III von der Universität aktuell nicht genutzt. Der Neubau des Allgemeinen Verfügungszentrums III ist bereits seit dem Jahr 2010 aufgrund hoher Belastung der Bausubstanz durch Polychlorierte Biphenyle geräumt, das ehemals ebenfalls dort angesiedelte Institut für Psychologie ist im Jahr 2008 aus diesem Gebäude ausgezogen und hat nun seinen Standort am Kaiser-Karl-Ring gegenüber der LVR-Klinik. Die Medizin ist auf dem Venusberg angesiedelt. Einzelne Institute und Einrichtungen sind auf weitere Stadtteile verteilt, etwa die Astronomie, Teile der Chemie und die Pharmazie in Endenich.
Insgesamt verfügt die Universität über 371 Gebäude. Dazu gehören neben den wissenschaftlich und zur Verwaltung genutzten Liegenschaften auch vier Mensen und 34 Studierendenwohnheime mit ca. 4200 Zimmern, für die das Studierendenwerk Bonn zuständig ist. Bis auf wenige dieser Liegenschaften, etwa das Hauptgebäude und das Poppelsdorfer Schloss, hat die Universität praktisch alle Gebäude vom Bau- und Liegenschaftsbetrieb Nordrhein-Westfalen gemietet.

## Planungen und Sanierungsprobleme
Im Zuge einer Neustrukturierung wird von der Universitätsleitung angestrebt, die dezentrale Struktur aufzugeben und sich auf vier Schwerpunktstandorte zu konzentrieren: den Campus City mit der Philosophischen Fakultät, den Theologischen Fakultäten und der Staatswissenschaftlichen Fakultät, den Campus Poppelsdorf mit der Landwirtschaftlichen Fakultät und Teilen der Mathematisch-Naturwissenschaftlichen Fakultät, den Campus Endenich mit den übrigen Teilen der Mathematisch-Naturwissenschaftlichen Fakultät und den in einem Neubau unterzubringenden Rechtswissenschaften sowie die Medizin auf dem Venusberg.
Insbesondere auf dem Campus Poppelsdorf wurden deshalb auf ehemaligen Ackerflächen einige Neubauten errichtet. Hier entstand ein Hörsaalzentrum und Räumlichkeiten für die Institute für Informatik, für Numerische Simulation und für Ernährungs- und Lebensmittelwissenschaft. Während das Hörsaalgebäude bereits in Nutzung ist, steht ein Bezug der anderen Gebäude auf Grund Verzögerungen in der Betriebnahme zum Teil noch aus. Ein neues Laborgebäude südwestlich des Botanischen Garten wurde 2008 fertiggestellt.

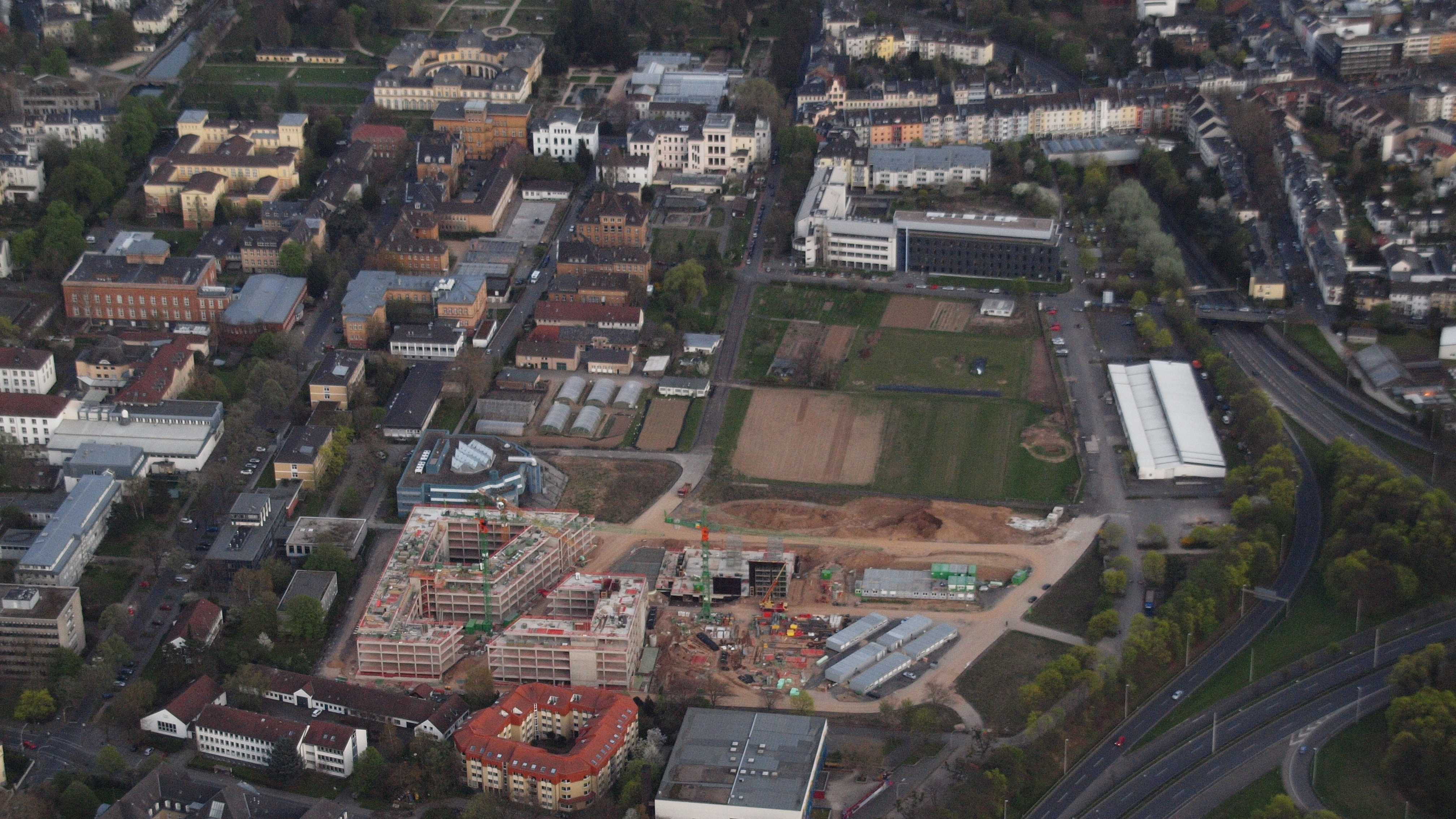
Bonn – Uni Campus Poppelsdorf, Rheinische Friedrich-Wilhelms-Universität

Aufgrund der erwarteten Zunahme der Studierenden auf dem Campus Poppelsdorf ist langfristig ein Neubau der dortigen Mensa geplant. Für die bis zum Jahr 2020 geplanten Sanierungen und Neubauten sind zirka 850 Mio. Euro veranschlagt. Die Finanzierung ist jedoch noch nicht komplett gesichert. Bis zum Jahr 2015 bekommt die Universität vom Land 102 Mio. Euro aus dem Hochschulmodernisierungsprogramm des Landes Nordrhein-Westfalen. Außerdem beteiligt sich der Bau- und Liegenschaftsbetrieb NRW an den Sanierungen.
Am 2. Januar 2019 musste die Universität den Forschungs- und Lehrbetrieb im dritten Stockwerk des Kurfürstlichen Schlosses einstellen. Grund ist eine Anordnung des Bau- und Liegenschaftsbetriebs NRW, die auf einer Neubewertung der Brandschutz-Situation basiert. Betroffen von der Sperrung sind fast 100 Räume, 150 Beschäftigte und über 400 Studierende der geisteswissenschaftlichen Fakultäten der Universität Bonn. Die Anordnung erreichte die Universitätsleitung überraschend einige Wochen vor Fortsetzung der Vorlesungszeit Anfang Januar, so dass kurzfristig räumliche, personelle und logistische Umstrukturierungen und Ausweichmöglichkeiten gefunden werden mussten.
Das Schloss sei als Lehr- und Forschungsgebäude der Universität Bonn nicht verhandelbar, erklärte Rektor Michael Hoch in einer Resolution mit dem Titel „WIR für unser Schloss“, mit der Rektorat, Senat und Hochschulrat kurzfristig eine Weiternutzung des Dachgeschosses, mittelfristig eine notwendige räumliche Alternative im Innenstadtbereich und konkrete Zusagen zur Finanzierung der Sanierung des Hauptgebäudes erreichen wollen:

„Der Senat der Rheinischen Friedrich-Wilhelms-Universität Bonn unterstützt nachdrücklich die Strategie der Hochschulleitung „Wir für unser Schloss“, die das Ziel verfolgt, das Hauptgebäude unserer Universität in seiner langfristigen Nutzung als Lehr- und Forschungsgebäude, insbesondere der Philosophischen Fakultät, der Katholisch-Theologischen Fakultät und der Evangelisch-Theologischen Fakultät, zu erhalten und die Voraussetzungen für eine nachhaltige Sanierung zu schaffen, und schließt sich diesen Forderungen an. Wir erachten es für unabdingbar zur Garantie exzellenter Lehre und Forschung sowie moderner Verwaltung, beim Bau- und Liegenschaftsbetrieb kurzfristig eine Weiternutzung des Dachgeschosses wenigstens in Teilen zu erreichen, von ihm eine notwendige räumliche Alternative im Innenstadtbereich zur Verfügung gestellt zu bekommen sowie konkrete Zusagen zur Finanzierung der Sanierung des Hauptgebäudes zu erhalten.“

## Gliederung

Siegel der Universität Bonn

Die Universität wird von einem Rektorat geleitet, dem ein Rektor vorsteht. Das Rektorat wird vom Senat kontrolliert, der aus gewählten Vertretern, aus den Hochschullehrern aller Fakultäten, aus dem akademischen und nichtakademischen Mitarbeiterstab sowie aus der Studierendenschaft besteht. Ein Hochschulrat, der zu 70 % mit externen Personen besetzt ist, übernimmt seit 2008 die Funktion der wissenschaftlichen Beratung der Universitätsleitung.
Im Folgenden sind die einzelnen Fakultäten, die an der Universität Bonn derzeit eingerichtet sind, aufgeführt. Die Studierendenzahlen der Fakultäten stammen aus dem Wintersemester 2010/11.

### Evangelisch-Theologische Fakultät
Die Evangelisch-Theologische Fakultät ist eine der Gründungsfakultäten der Universität Bonn. Im Gegensatz zu anderen Universitäten hatten nur Bonn und die 1811 gegründete Friedrich-Wilhelms-Universität in Breslau sowohl eine katholische als auch eine evangelische theologische Fakultät. Die Bonner Fakultät setzt sich heute aus verschiedenen Abteilungen zusammen: für Altes Testament und Neues Testament, Kirchengeschichte, Systematische Theologie sowie Praktische Theologie und Religionspädagogik. Zudem gibt es einen Bereich für Interkulturelle Theologie. Den Abteilungen sind die Professuren der Fakultät mit jeweils unterschiedlichen fachlichen Profilen zugeordnet, eine Professur mit Dienstsitz in Köln. Neben den Abteilungen gibt es drei Institute: das Institut für Hermeneutik, das Ökumenische Institut und das Bonner Institut für berufsorientierte Religionspädagogik (bibor), das in Kooperation mit Kirchen und dem Ministerium für Schule und Bildung des Landes NRW die Zusammenhänge von Religions- und Berufsdidaktik erforscht. Durch die Transdisciplinary Research Areas (TRAs) und Exzellenzcluster der Universität sowie das Zentrum für Religion und Gesellschaft (ZERG) stehen die Fakultätsmitglieder in engem Austausch mit Mitgliedern anderer Fakultäten.
Neben Evangelischer Theologie im Magisterstudiengang können Studierende an der Fakultät einen Bachelor- oder Masterabschluss machen und Evangelische Religionslehre auf Lehramt studieren. Zudem werden rein englischsprachige Masterprogramme angeboten. An der Fakultät sind um die 500 Studierende eingeschrieben. Neben der Promotion zum Dr. theol. und der Habilitation bietet die Fakultät einen Ph.D. mit unterschiedlichen fachlichen Schwerpunkten an. Sie kooperiert eng mit dem Evangelischen Studienhaus Adolf Clarenbach, einem Wohnheim in der Bonner Südstadt. Das Leben an der Fakultät ist außerdem geprägt durch das statusgruppenübergreifende Queer-Netzwerk, das regelmäßig Gottesdienste in der berühmten Bonner Schlosskirche organisiert, die Holger Aulepp Stiftung, die Exkursionen für Studierende und Promovierende finanziert, sowie die umfangreiche Fachbibliothek Theologie am Hofgarten.

### Katholisch-Theologische Fakultät
Ebenfalls 1818 wurde die Katholisch-Theologische Fakultät mit sechs Lehrstühlen gegründet; den Lehrbetrieb nahm sie im Sommerhalbjahr 1819 auf.
Nach dem Ersten Vatikanischen Konzil 1870 weigerten sich die Ordinarien der Bonner Katholisch-Theologischen Fakultät bis auf einen, die neuen Dogmen von der Lehrunfehlbarkeit und der Universaljurisdiktion des Papstes zu akzeptieren. Die Universität Bonn wurde dadurch einer der wichtigsten Standorte der altkatholischen Kirche, die bis heute hier ein Seminar unterhält.
Heute umfasst die katholisch-Theologische Fakultät 13 Lehrstühle.
Eine Besonderheit ist die Arbeitsstelle für Theologische Genderforschung. Mit 243 Studenten ist sie ebenfalls eine der kleinen Fakultäten der Universität. Sie kooperiert mit dem Institut für katholische Theologie der Universität Köln und ist am Studiengang des ZERG der Evangelischen Fakultät beteiligt.
Den Lehrstuhl für Fundamentaltheologie hatte von 1959 bis 1963 Joseph Ratzinger inne, der spätere Papst Benedikt XVI.

### Agrar-, Ernährungs- und Ingenieurwissenschaftliche Fakultät

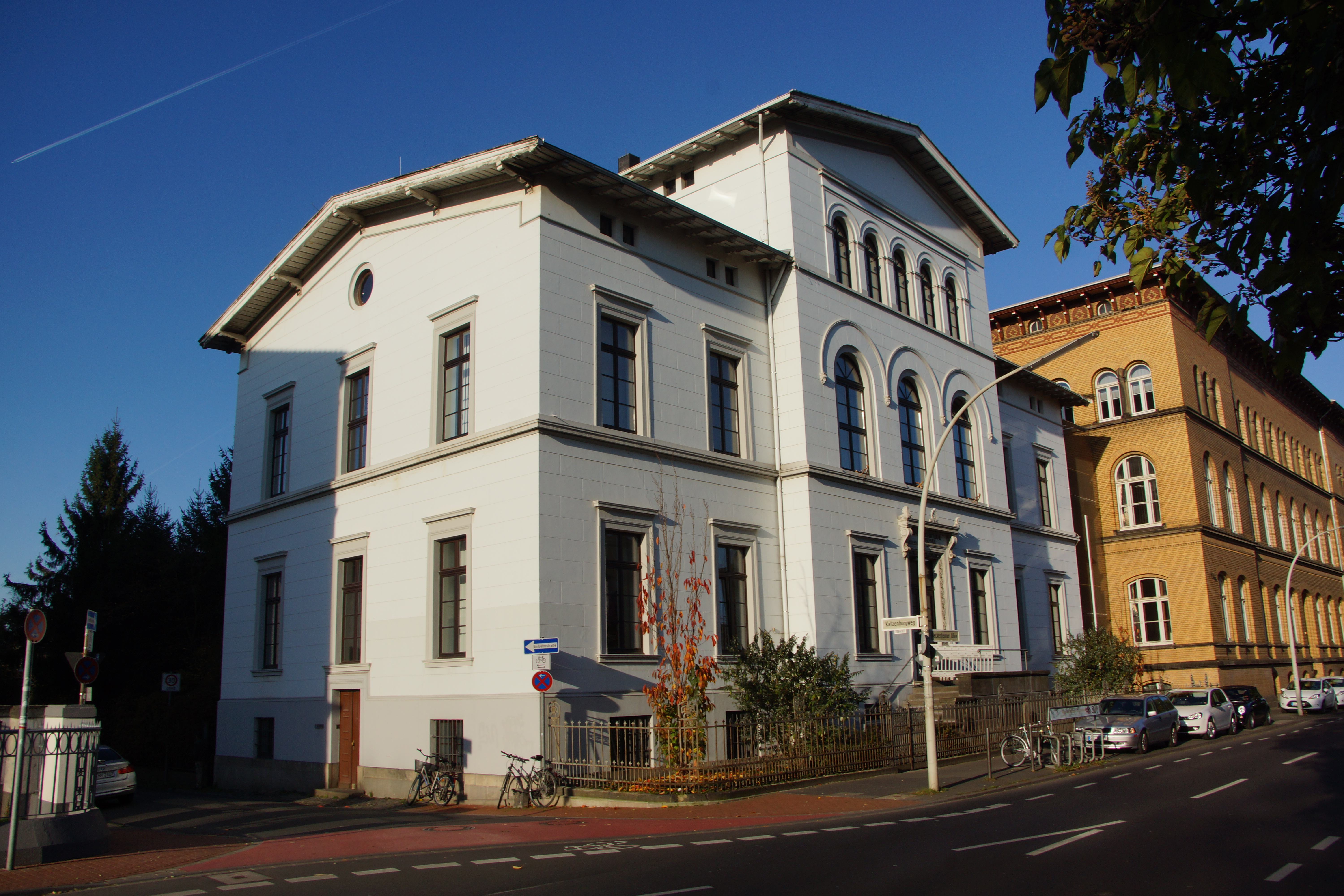
Landwirtschaftliche Hochschule Poppelsdorf

Im Jahr 1934 wurde die Landwirtschaftliche Fakultät an der Universität eingerichtet. Sie entstand aus der früheren Landwirtschaftlichen Hochschule Poppelsdorf, die 1847 gegründet worden war.
Am 18. Oktober 2024 gab die Fakultät bekannt, sich in Agrar-, Ernährungs- und Ingenieurwissenschaftliche Fakultät umzubenennen, um ihrer fachlichen Ausrichtung Rechnung zu tragen, bei der die Bereiche Ernährungs- und Ingenieurwissenschaften gleichwertig neben den Agrarwissenschaften stehen.
Ihre wissenschaftlichen Schwerpunkte hat die Fakultät heute in den Bereichen „Entwicklung von Sensornetzwerken und Modellierung von Agrarökosystemen“ (Agrar Systems Sensing Analysis and Management), „Lebensmittel und Ernährung“ (Food and Nutrition) sowie der „Aufklärung von genetisch determinierten Stoffwechselfunktionen bei Nutzpflanze, Nutztier und Mensch mittels molekularbiologischer Verfahren“ (From Molecules to Function: Crop – Livestock – Human).
Die Fakultät umfasst die folgenden sieben Institute:
- IEL – Institut für Ernährungs- und Lebensmittelwissenschaften,
- IGG – Institut für Geodäsie und Geoinformation,
- ILR – Institut für Lebensmittel- und Ressourcenökonomik,
- ILT – Institut für Landtechnik,
- INRES – Institut für Nutzpflanzenwissenschaften und Ressourcenschutz
- IOL – Institut für Organischen Landbau,
- ITW – Institut für Tierwissenschaften.

Besonders die Studiengänge Agrarwissenschaften, Ernährungs- und Lebensmittelwissenschaften, Tierwissenschaften sowie Geodäsie und Geoinformation erfreuen sich zunehmender Beliebtheit bei Studienanwärtern. Standort der Fakultät, die bereits in den 1940er Jahren über einen Lehrstuhl für Photogrammetrie (ab 1953 von Alfred Mühle, der dort ab 1944 außerordentlicher Professor war, besetzt) verfügte, ist auch heute noch der Campus Poppelsdorf. Die Fakultät hat zirka 2.500 Studierende. Im Wintersemester 2008/09 wurde an der Fakultät das Theodor-Brinkman-Graduiertenkolleg aufgebaut.

### Mathematisch-Naturwissenschaftliche Fakultät

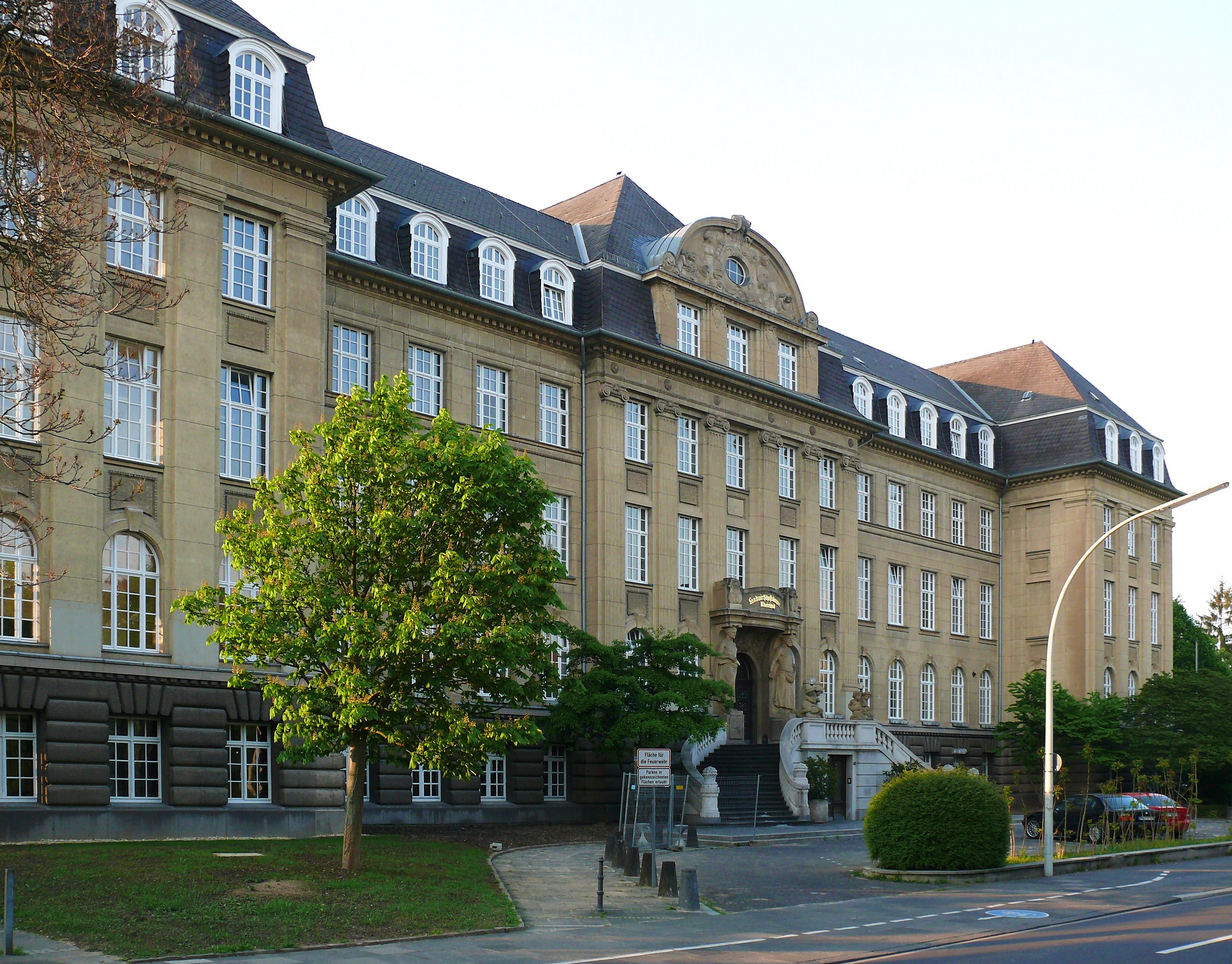
Gebäude des mathematischen Instituts

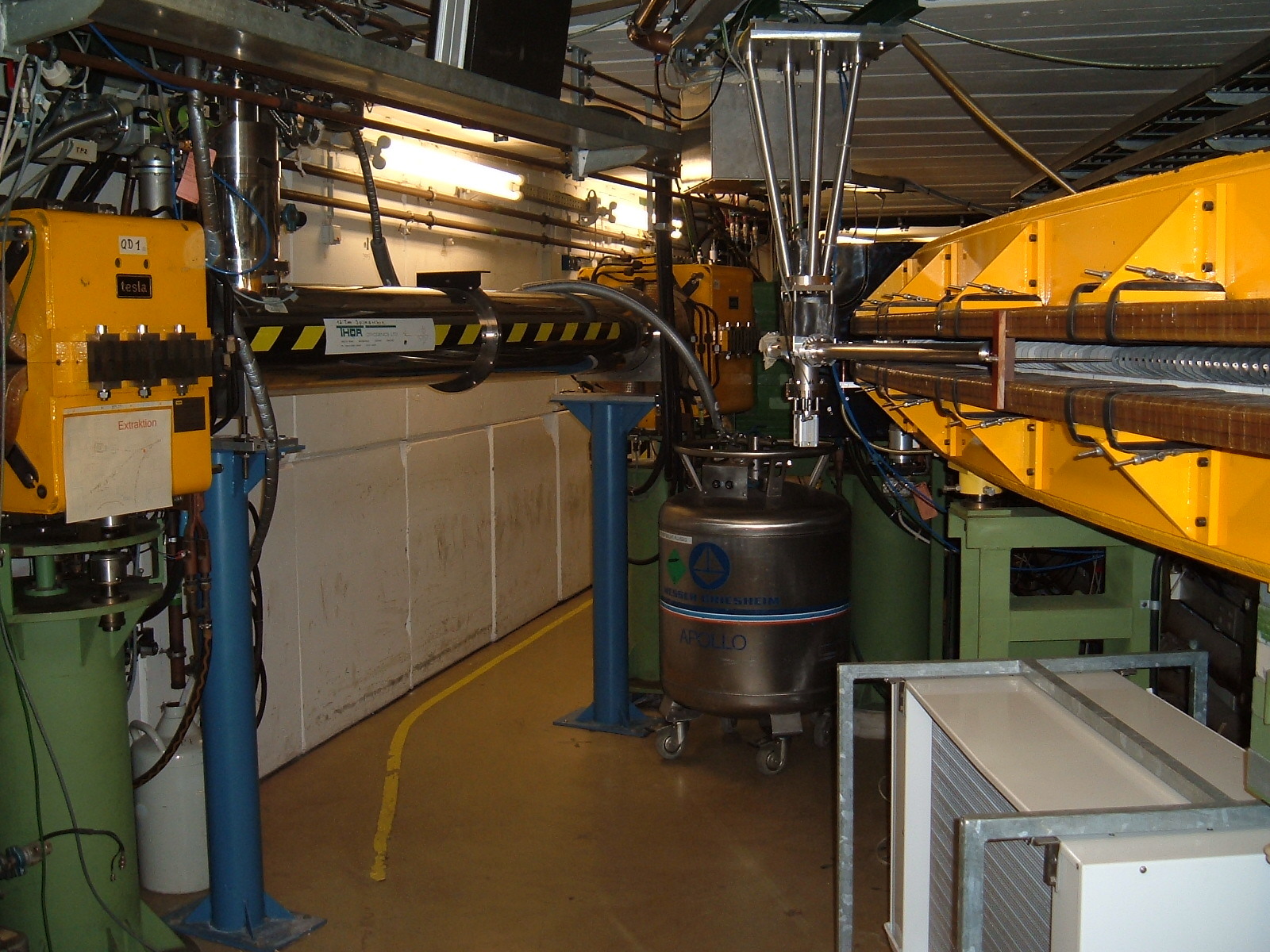
Teilchenbeschleuniger ELSA

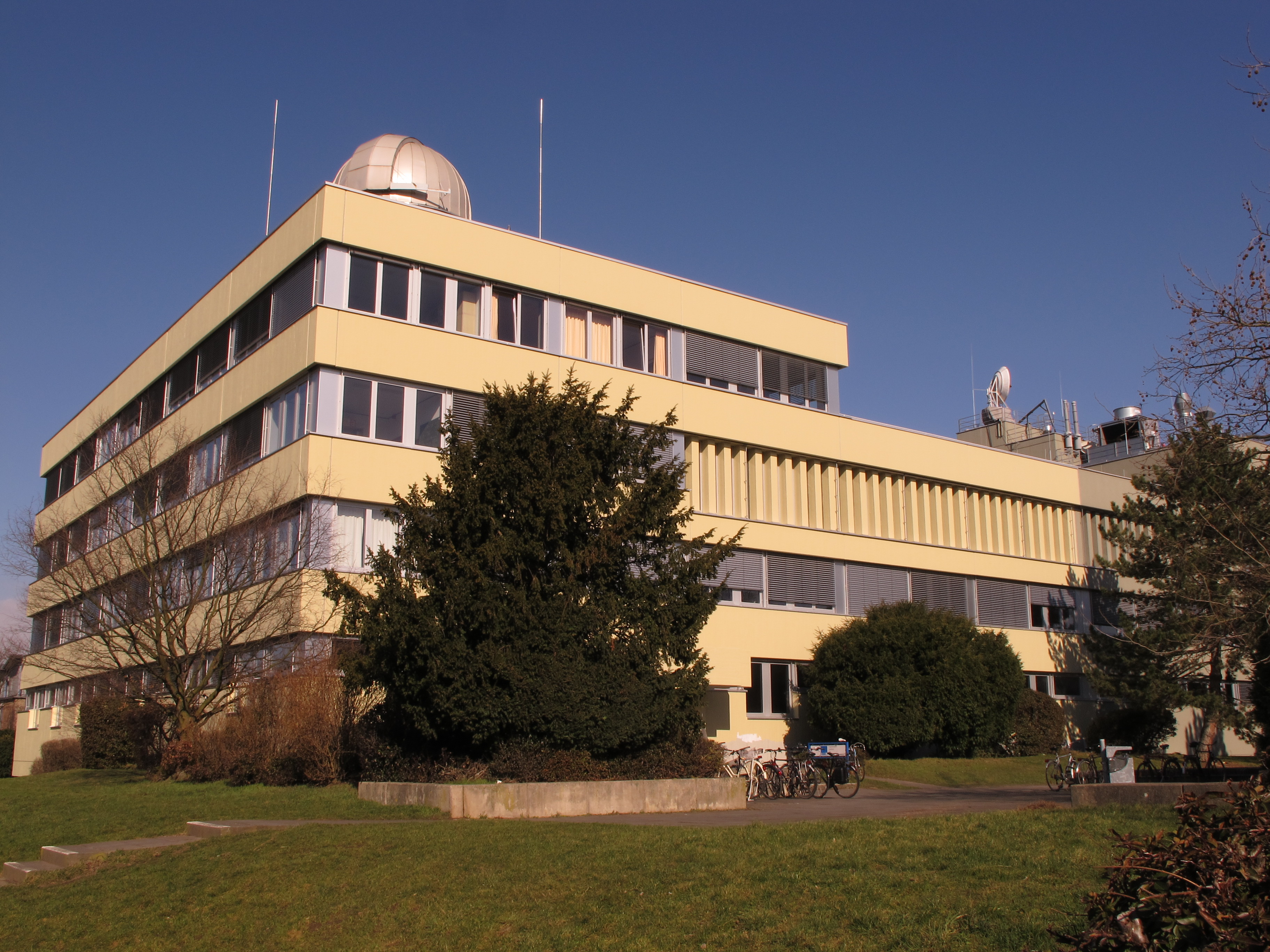
Argelander-Institut für Astronomie

Die Mathematisch-Naturwissenschaftliche Fakultät umfasst die Fachgruppen Mathematik, Informatik, Physik-Astronomie, Chemie, Erdwissenschaften, Biologie, Pharmazie und Molekulare Biomedizin. Im Jahr 1936 wurden die naturwissenschaftlichen Fächer aus der philosophischen Fakultät ausgegliedert und die Mathematisch-Naturwissenschaftliche Fakultät gegründet. Mit 7.636 Studierenden ist sie heute eine der größten Fakultäten der Universität. Die Standorte verteilen sich auf die Stadtteile Castell, Endenich und Poppelsdorf.
Die Fachgruppe Mathematik umfasst das mathematische Institut, das Institut für angewandte Mathematik, das Institut für numerische Simulation und Forschungsinstitut für Diskrete Mathematik. Das mathematische Institut (MI) und das Institut für angewandte Mathematik sind im Jahr 2009 in das Gebäude der Landwirtschaftskammer Rheinland gezogen. Das MI organisiert derzeit ein DFG-Graduiertenkolleg zum Thema „Homotopie und Kohomologie“. Außerdem hat die Universität ein Exzellenzcluster im Bereich Mathematik. Aus diesem Grund entstand das „Hausdorff Center for Mathematics“. Das Forschungsinstitut für Diskrete Mathematik gehört zu den mathematischen Instituten der Universität, ist jedoch nicht der mathematisch-naturwissenschaftlichen Fakultät angeschlossen, sondern untersteht direkt dem Senat.
Die Fachgruppe Informatik umfasst das Institut für Informatik sowie das Bonn-Aachen International Center for Information Technology (b-it). Sie wurde am 1. April 2011 gegründet und entstand aus der Fachgruppe Mathematik/Informatik. Im Jahr 1969 wurde das Institut für Angewandte Mathematik und Informatik gegründet. Dieses Institut wurde 1975 in zwei eigenständige Institute aufgeteilt. Das Institut für Informatik nutzt seit 2018 gemeinsam mit dem b-it das Informatik-Zentrum auf dem Campus Poppelsdorf.
Die Fachgruppe Physik-Astronomie umfasst das Physikalische Institut (PI), das Institut für Angewandte Physik (IAP), das Argelander-Institut für Astronomie (AIfA) und das Helmholtz-Institut für Strahlen- und Kernphysik (HISKP). Zusammen mit der Universität Köln besteht die Exzellenzinitiativen-geförderte „Bonn-Cologne Graduate School of Physics and Astronomy“.
Das Physikalische Institut betreibt den Teilchenbeschleuniger ELSA und organisiert die Wolfgang-Paul-Vorlesungen. Die Lehrstühle für theoretische Physik sowie einige der Mathematik haben sich 2008 zum „Bethe Center for Theoretical Physics“ zusammengeschlossen.
Das Argelander-Institut für Astronomie, benannt nach dem Astronomen Friedrich Wilhelm Argelander, entstand 2006 durch den Zusammenschluss der bisherigen drei astronomischen Universitäts-Institute: die Sternwarte, das Radioastronomische Institut (RAIUB) und das Institut für Astrophysik und Extraterrestrische Forschung.
Das Alte Chemische Institut war bei seinem Bau 1864–1867 das größte Institutsgebäude der Welt. Heute beherbergt es das Institut für Mikrobiologie und das Geographische Institut.
Die Fachgruppe Biologie besteht (2019) aus acht Instituten (Institut für Evolutionsbiologie und Zooökologie, Institut für Genetik, Institut für Mikrobiologie und Biotechnologie, Institut für Molekulare Physiologie und Biotechnologie der Pflanzen (IMBIO), Institut für Zellbiologie, Institut für Zelluläre und Molekulare Botanik (IZMB), Institut für Zoologie, Nees-Institut für Biodiversität der Pflanzen) mit 24 Professoren. Das IZMB sowie Teile des IMBIO und des Institut für Genetik befinden sich im alten Soennecken-Gebäude. Darüber hinaus sind mit der Fachgruppe Biologie als kooperierendes Institut das Zoologische Forschungsmuseum Alexander Koenig sowie die Botanischen Gärten assoziiert.

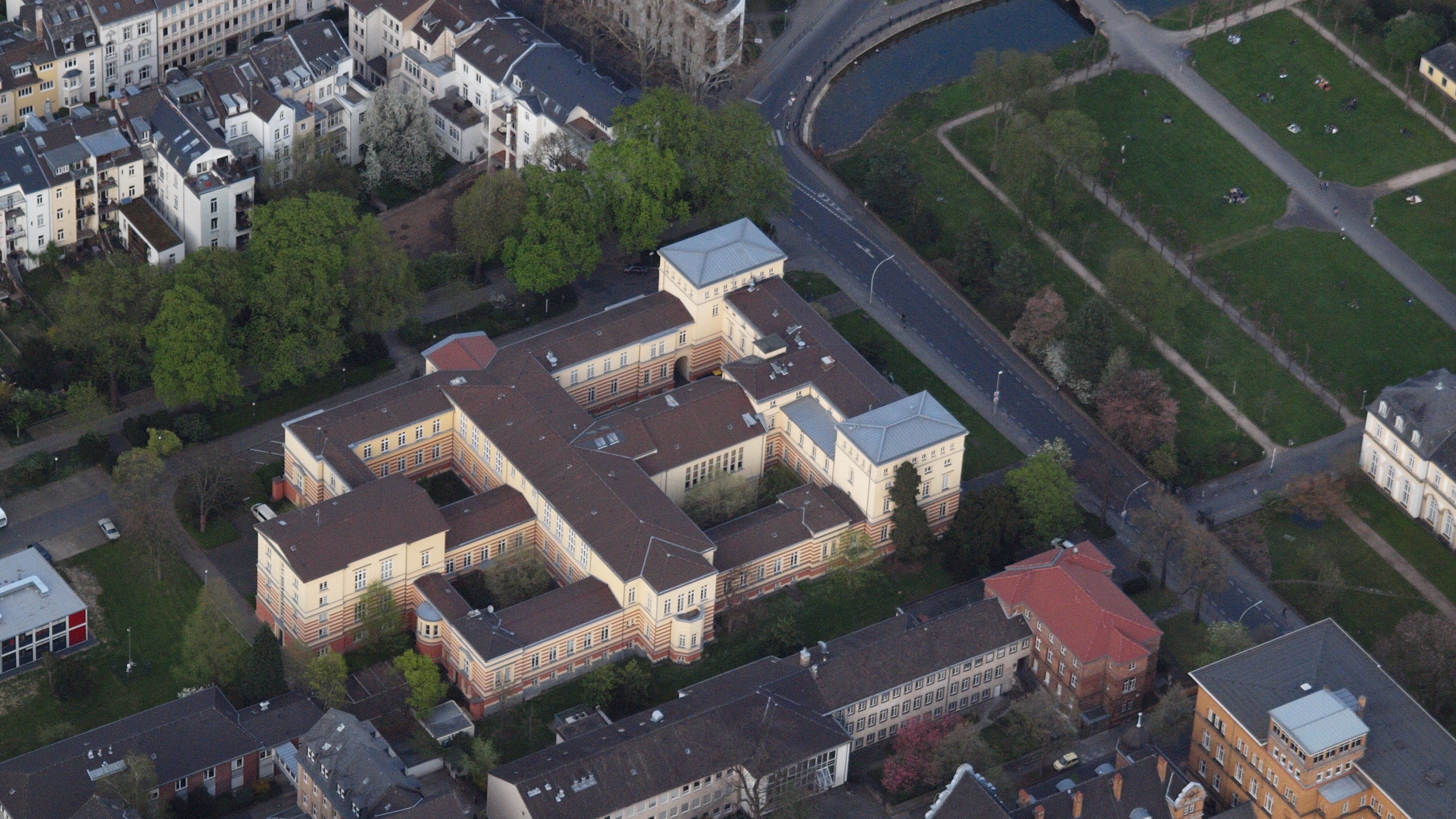
Altes Chemisches Institut

Im Steinmann-Institut für Geologie, Mineralogie und Paläontologie sind seit 2007 das ehemalige Geologische Institut, das ehemalige Mineralogisch-Petrologische Institut und das ehemalige Institut für Paläontologie zusammengeschlossen. Es gliedert sich in die Fachbereiche Geochemie/Petrologie, Geologie, Paläontologie und Geophysik sowie neuerdings, seit dem Zusammenschluss mit dem Meteorologischen Institut, auch Meteorologie. Außerdem sind ihm das Mineralogische Museum der Universität Bonn und das paläontologische Goldfuß-Museum eingegliedert.

### Medizinische Fakultät
Nach Gründung der Kurfürstlichen Akademie 1777 wurden in den Folgejahren auch medizinische Lehrstühle eingerichtet. Franz Wilhelm Kauhlen war der erste Professor, der dort in den Fächern „Anatomie, Physiologie, Chirurgie, Pathologie und gerichtliche Medicin“ Vorlesungen hielt.
Mit Stand vom Juni 2025

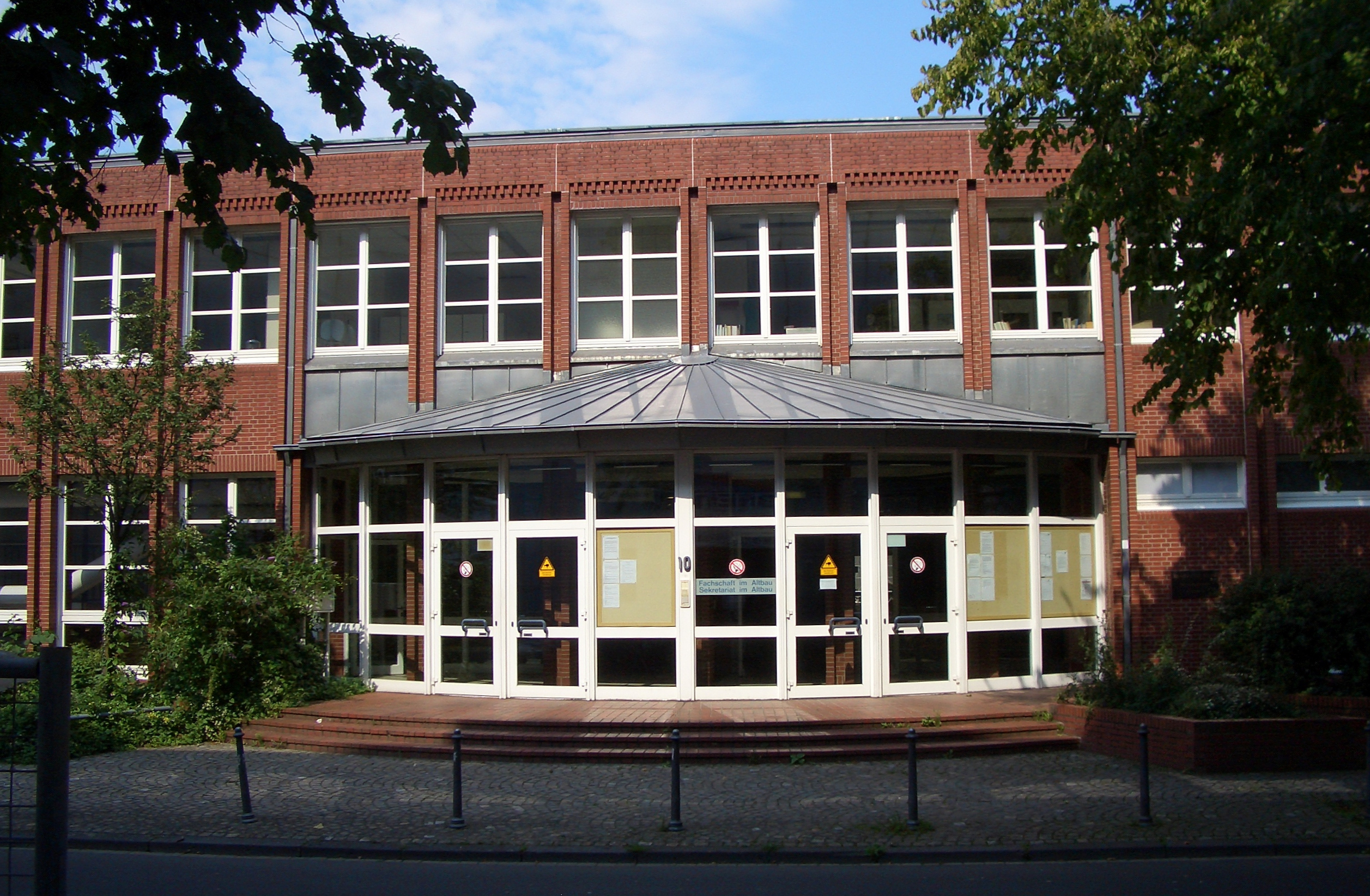
Hörsaalgebäude der Anatomie

- befinden sich weiterhin der Großteil der Gebäude der Medizinischen Fakultät auf dem Venusberg, einzelne Institute sind jedoch auch im Bonner Stadtzentrum. Die Institute der Vorklinik konzentrieren sich im Stadtteil Poppelsdorf um das Anatomische Institut an der Nußallee.
- beschreibt die Bonner Medizinische Fakultät bei sich fünf Forschungsschwerpunkte in den Bereichen „Neurowissenschaften“(Neurosciences), „Genetische Grundlagen und genetische Epidemiologie menschlicher Erkrankungen“(Genetics and Epidemiology), „Erkrankungen des Herz-Kreislauf-Systems“(Cardiovascular Sciences), „Immunologie und Infektiologie“(Immunosciences and Infection) und der frühere Schwerpunkt der „Hepato-Gastroenterologie“ wurde vor einigen Jahren durch die „Onkologie“ ersetzt.
- wurde die finanzielle Förderung der 2012 bewilligten DFG-Exzellenzcluster „ImmunoSensation: Das Immunsystem als Sinnesorgan“, welcher größtenteils an der Medizinischen Fakultät angesiedelt ist, im Rahmen der bundesweiten Exzellenzstrategie-Ausschreibungsrunden von Seiten der Deutschen Forschungsgemeinschaft (DFG) in den Jahren 2018 und 2025 jeweils für 7 weitere Jahre verlängert.

Für den gesamten Bereich der Krankenversorgung besteht ein sehr enger Kooperationsvertrag der Medizinischen Fakultät mit dem Universitätsklinikum Bonn. Dadurch  ist der jeweils amtierende Dekan der Medizinischen Fakultät seit dem Jahr 2001 auch stets Bestandteil des bislang fünfköpfigen Vorstands des UK Bonn.
Bis zum Jahr 2011 wurde hier das Amt und die Funktion des Dekans nebenberuflich ausgeübt, ab dem Jahr 2011 geschieht dies nun jeweils hauptberuflich. Der Dekan wird hier i. d. R. jeweils für die Dauer von vier Jahren vom Fakultätsrat gewählt. Nach außen vertritt der Dekan die Bonner Medizinischen Fakultät u. a. im bundesweiten Verband des Medizinischen Fakultätentags (MFT). Die Dekane, d. h. die jeweiligen Vorsitzenden des medizinischen Dekanats, welches die Medizinische Fakultät leitet und dort die Verantwortung für alle administrativen Prozesse trägt, sind seit dem Jahr 1998 in chronologischer Reihenfolge:
- 1998 bis 2002 : Manfred Göthert (Pharmakologe)[52]
- 2002 bis 2005 : Thomas Bieber (Dermatologe)[52]
- 2005 bis 2008:  Reinhard Büttner (Pathologe)[53]
- 2008 bis 2011:  Thomas Klockgether (Neurologe)[54][55]
- 2011 bis 2015:  Max P. Baur (Epidemiologe)[49]
- 2015 bis 2019:  Nicolas Wernert (Pathologe)[56]
- seit 2019:  Bernd Weber (Neurowissenschaftler)[57] mit Wiederwahl in 2023.

Wie bereits im Jahr 2022 waren auch drei Jahre später rund 3.500 Studierende bei der Medizinischen Fakultät eingeschrieben, davon im Jahr 2025 mit rd. 25 % international Studierenden und 200 Lehrenden.

### Philosophische Fakultät

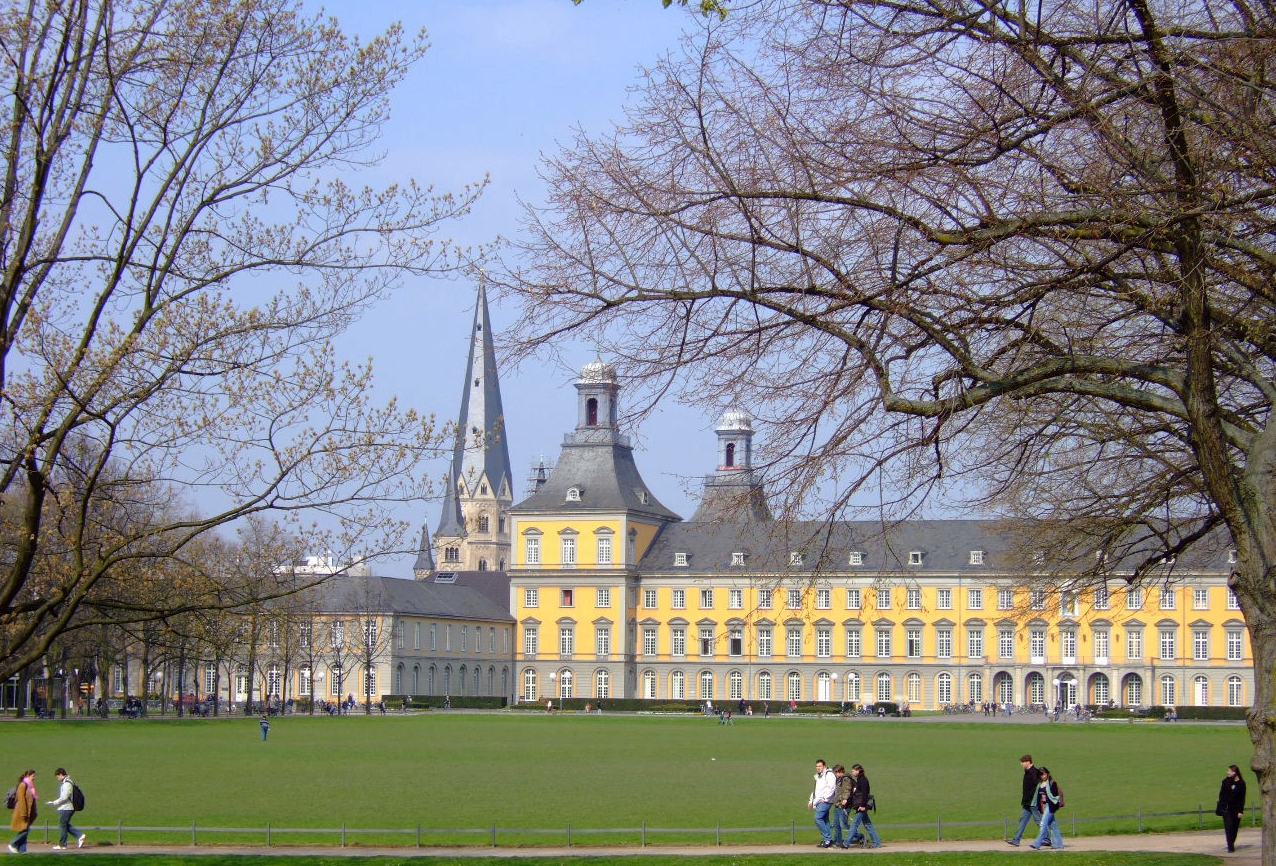
Der Hofgarten vor dem kurfürstlichen Schloss

Die Philosophische Fakultät umfasst die Institute für „Anglistik, Amerikanistik und Keltologie“, „Geschichtswissenschaft“, „Germanistik, Vergleichende Literatur- und Kulturwissenschaft“, „Klassische und Romanische Philologie“, „Kommunikationswissenschaften“, „Orient- und Asienwissenschaften“, „Philosophie“, „Politische Wissenschaft und Soziologie“, „Psychologie“, „Archäologie und Kulturanthropologie“ und das „Kunsthistorische Institut“. Schon am 4. Mai 1860 wurde ein Lehrstuhl für Kunstgeschichte an der Universität eingerichtet. Dies war der erste deutschsprachige Lehrstuhl für Kunstgeschichte. Anton Springer war der erste Lehrstuhlinhaber und wurde für Mittlere und Neuere Kunstgeschichte berufen. Aus diesem Kunsthistorischen Institut ist die heutige Abteilung für Kunstgeschichte am Institut für Kunstgeschichte und Archäologie entstanden.
Mit über 8.753 Studierenden ist sie die größte Fakultät der Universität. Ab dem Wintersemester 2009/2010 arbeiten die philosophischen Fakultäten der Universität Bonn und der Universität zu Köln zusammen. In ausgewählten Studiengängen ist es für die Studierenden möglich, Veranstaltungen sowohl in Bonn als auch in Köln zu besuchen.
Im Februar 2009 wurde das „Internationale Zentrum für Philosophie Nordrhein-Westfalen“ auf eine Initiative von Wolfram Hogrebe hin gegründet. Seit 2011 wird in Zusammenarbeit mit der Kunststiftung NRW die Thomas-Kling-Poetikdozentur vergeben. Zum 200-jährigen Universitätsjubiläum 2018 haben 110 Bonner Professoren, vor allem aus der Philosophischen Fakultät, die Bonner Enzyklopädie der Globalität vorgelegt, herausgegeben von den Politikwissenschaftlern Ludger Kühnhardt und Tilman Mayer.
Des Weiteren sind folgende interdisziplinäre Zentren eingerichtet worden:
- Zentrum für Alternskulturen (ZAK)
- Zentrum für Historische Grundlagen der Gegenwart (ZHGG)
- Centre for the Classical Tradition (CCT)
- Bonner Mittelalterzentrum (BMZ)
- Zentrum für Kulturwissenschaft/Cultural Studies (ZfKW)
- Bonner Asienzentrum (BAZ)
- Center for Global Studies (CGS)

### Rechts- und Staatswissenschaftliche Fakultät

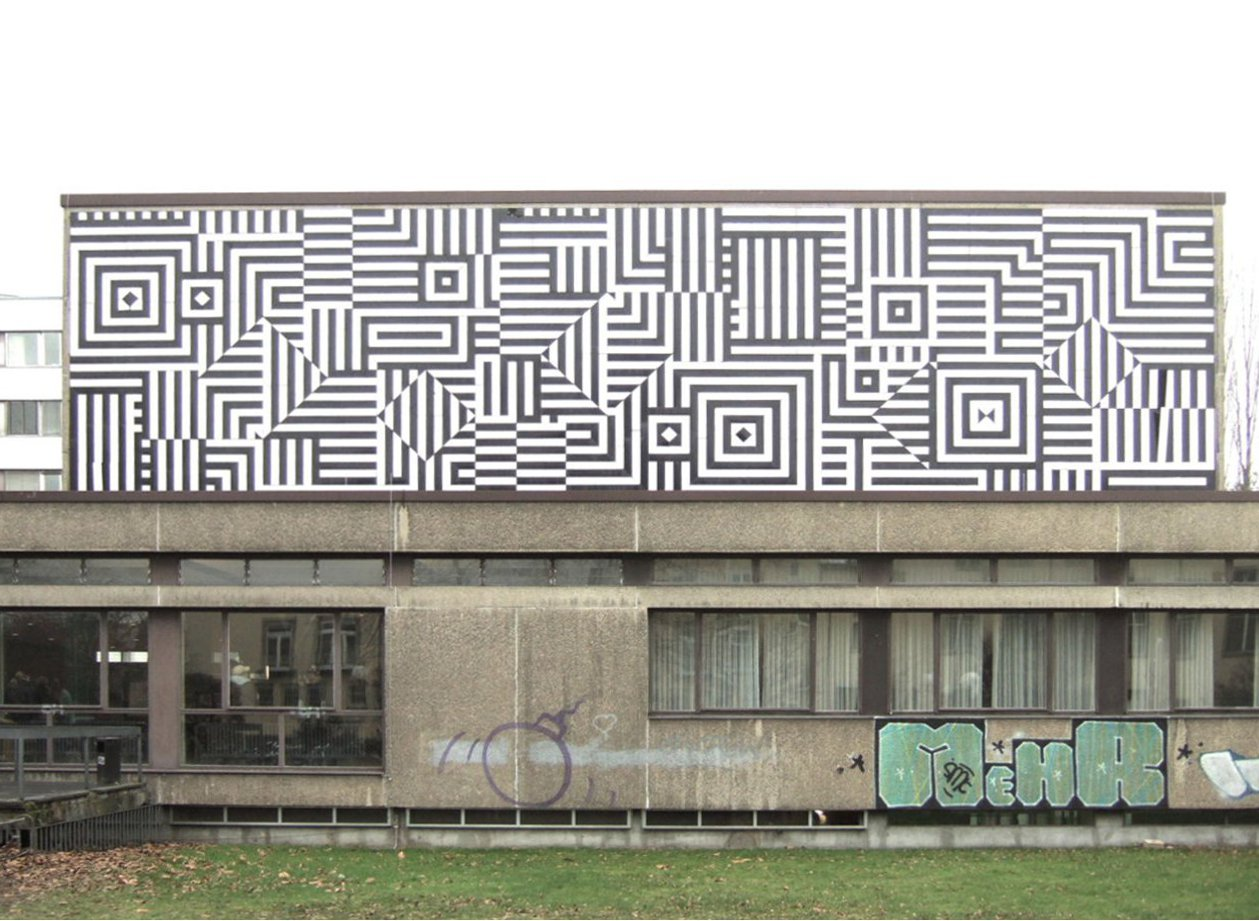
Juridicum – Fassade mit Mosaik von Victor Vasarely, im Oktober 2005

Die Rechts- und Staatswissenschaftliche Fakultät, bis zum Zweiten Weltkrieg im Hauptgebäude und dann provisorisch an verschiedenen Orten untergebracht, erhielt 1967 ihr neu erbautes Juridicum, ein Gebäude an der Adenauerallee gegenüber dem Beethoven-Gymnasium in der Nähe der Universitätsbibliothek. Die Fakultät hat derzeit etwa 5.000 Studierende und besteht aus den Fachbereichen Rechtswissenschaften und Wirtschaftswissenschaften.
Der Fachbereich Rechtswissenschaften umfasst derzeit sechzehn Institute für die Lehre. Seit 1989 besteht das Zentrum für europäisches Wirtschaftsrecht mit angegliedertem DFG-Graduiertenkolleg zum Thema „Rechtsfragen des europäischen Finanzraums“ und europäischem Dokumentationszentrum. Außerdem gehört zum Fachbereich Staatswissenschaften noch das Institut für das Recht der Wasser- und Entsorgungswirtschaft. Dies ist ein Forschungsinstitut, dessen Aufgabe es ist, Hauptfragen des Wasserrechts wissenschaftlich zu behandeln und praktisch Lösungen zu erarbeiten.
Der Fachbereich Wirtschaftswissenschaften umfasst drei Institute für die akademische Lehre sowie die Forschungseinrichtungen „Bonn Graduate School of Economics (BGSE)“, DFG-Graduiertenkolleg zum Thema „Quantitative Ökonomie“ und das Laboratorium für experimentelle Wirtschaftsforschung bzw. das Reinhard Selten Institute. Für das akademische Jahr 2017 belegte der Fachbereich Wirtschaftswissenschaften im ShanghaiRanking Platz 1 in Deutschland und Platz 29 weltweit. Für die akademischen Jahre 2018 und 2019 belegte man erneut den ersten Platz in Deutschland sowie den dritten Platz in Kontinentaleuropa.
Renommierte und bekannte Angehörige des Fachbereichs sind die „Wirtschaftsweise“ Isabel Schnabel, der Leibniz-Preisträger Armin Falk, Moritz Schularick, Martin Hellwig und der Nobelpreisträger Reinhard Selten. Mit dem Forschungsinstitut zur Zukunft der Arbeit (IZA) sowie dem Institute on Behaviour and Inequality (briq) sind zudem zwei Forschungseinrichtungen an den Fachbereich angeschlossen. Darüber hinaus besteht eine Kooperation mit der University of California, Berkeley. Im Jahr 2018 gewann der Fachbereich den Exzellenzcluster „ECONtribute: Markets and & Public Policy“ der Exzellenzinitiative des Bundes und der Länder für das Reinhard Selten Institute.

### Direkt dem Senat unterstellte Forschungs- und Lehrstätten

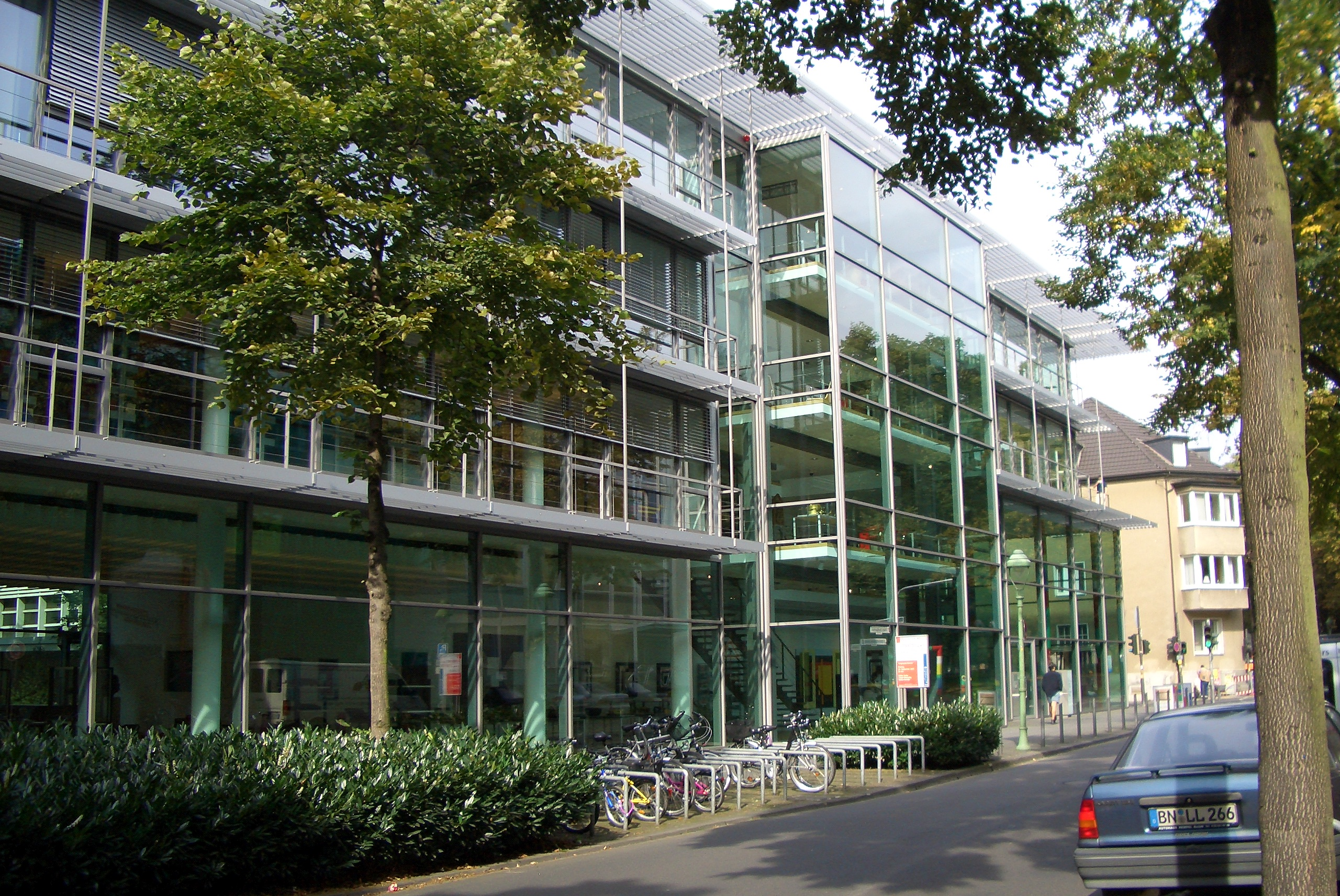
Das Arithmeum ist ein Museum im Institut für Diskrete Mathematik

- Alt-Katholisches Seminar: Gegründet 1902; dient als Ausbildungsstätte für die Altkatholische Kirche Deutschlands.
- Franz Joseph Dölger-Institut zur Erforschung der Spätantike
- Forschungsinstitut für Diskrete Mathematik
- Zentrum für Europäische Integrationsforschung (ZEI)
- Zentrum für Entwicklungsforschung (ZEF)
- Deutsches Referenzzentrum für Ethik in den Biowissenschaften (DRZE)
- Zentrum für Evaluation und Methoden (ZEM)
- Zentrum für Religion und Gesellschaft (ZERG)
- Center for Economics and Neuroscience (CENs)

### Interdisziplinäre Projekte
- Center for Advanced Studies in Law and Economics (CASTLE)[66]
- Zentrum für Europäische Integrationsforschung / Center for European Integration Studies (ZEI)
- Zentrum für Fernerkundung der Landoberfläche (ZFL)
- Life and Medical Sciences Bonn (LIMES)
- Technologiezentrum Geoinformationssysteme (TZGIS)
- Zentrum für Geosystemforschung (ZEGEF)
- Interdisziplinäres Zentrum für komplexe Systeme (IZKS)
- Franz Joseph Dölger-Institut zur Erforschung der Spätantike (Herausgabe des Reallexikons für Antike und Christentum und des Jahrbuchs für Antike und Christentum)
- Pharma-Zentrum Bonn (PZB)
- Zentrum für Religion und Gesellschaft (ZERG)
- Center for the Classical Tradition (CCT)

### Externe Angliederungen

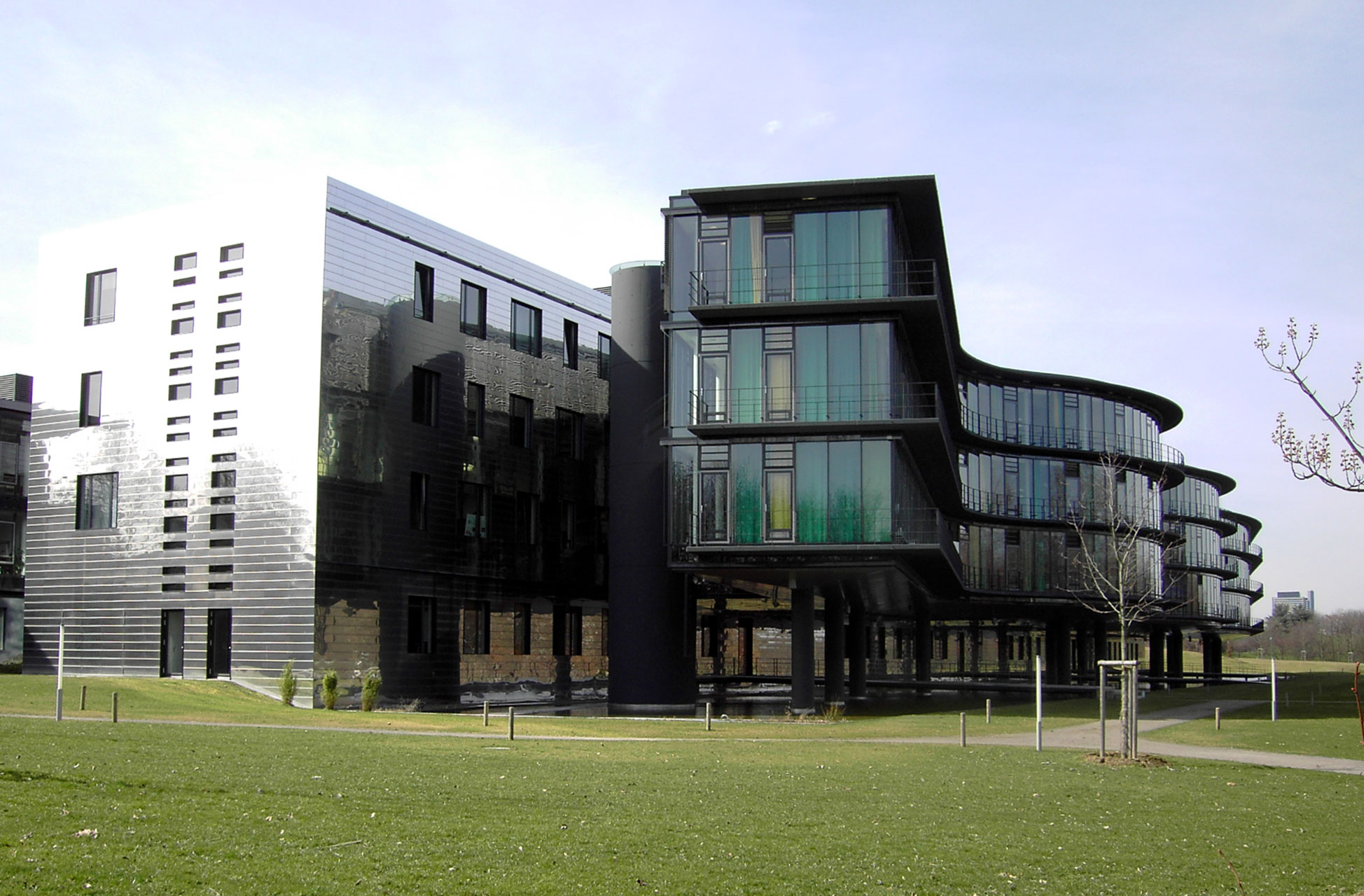
Das Max-Planck-Institut für Neurobiologie des Verhaltens – caesar

- Max-Planck-Institut für Neurobiologie des Verhaltens – caesar
- Forschungsinstitut zur Zukunft der Arbeit (Institute for the Study of Labor) (IZA)
- Zentrum für Entwicklungsforschung (Center for Development Research) (ZEF)
- Deutsches Referenzzentrum für Ethik in den Biowissenschaften (DRZE)
- Institut für Wissenschaft und Ethik (IWE)
- Käte-Hamburger-Kolleg „Recht als Kultur“
- Max-Planck-Institut für Mathematik (MPIM)
- Max-Planck-Institut für Radioastronomie (MPIfR)
- Max-Planck-Institut zur Erforschung von Gemeinschaftsgütern
- Deutsches Zentrum für Neurodegenerative Erkrankungen (DZNE)

## Weitere Einrichtungen
- 13 Sonderforschungsbereiche[2]

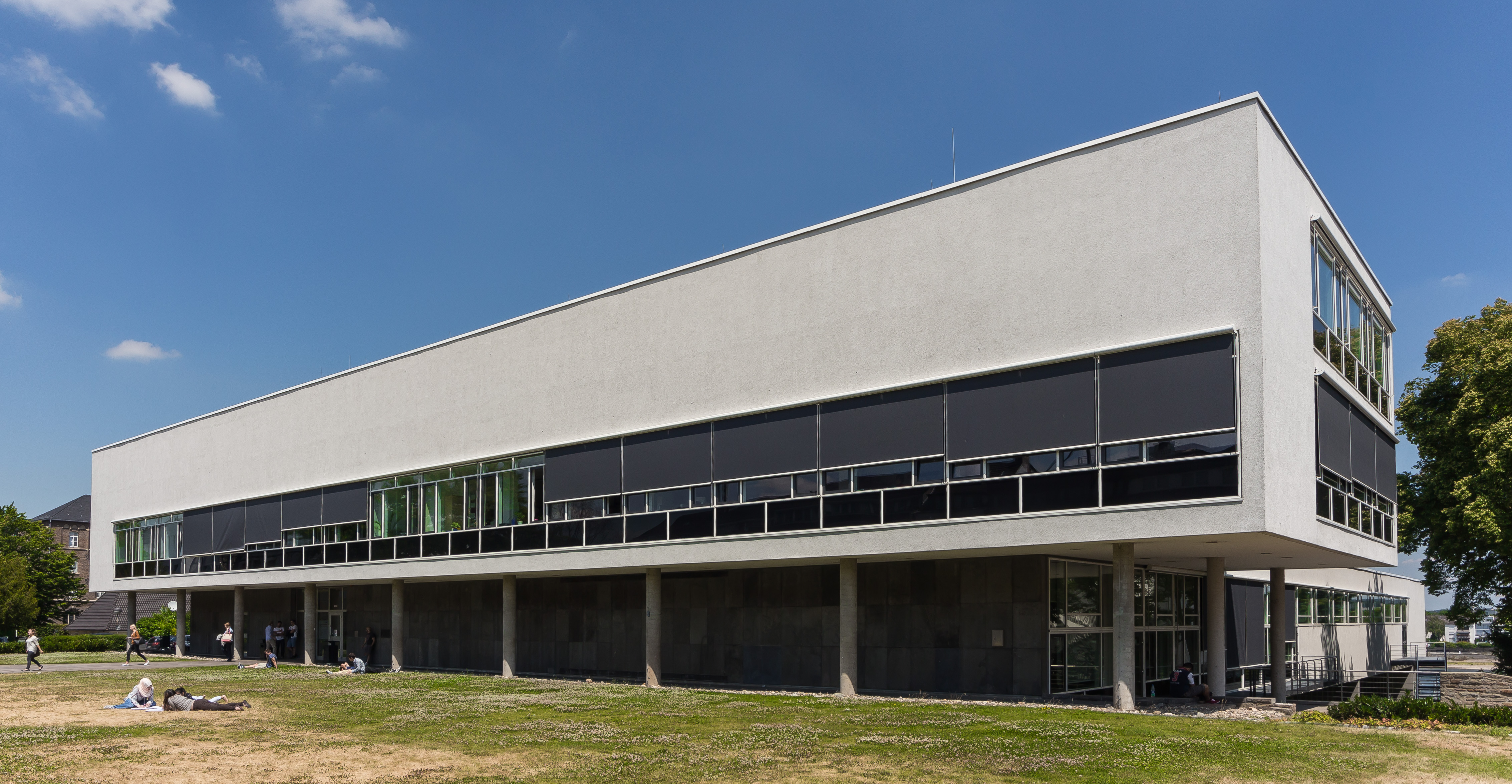
Hauptgebäude der Universitäts- und Landesbibliothek

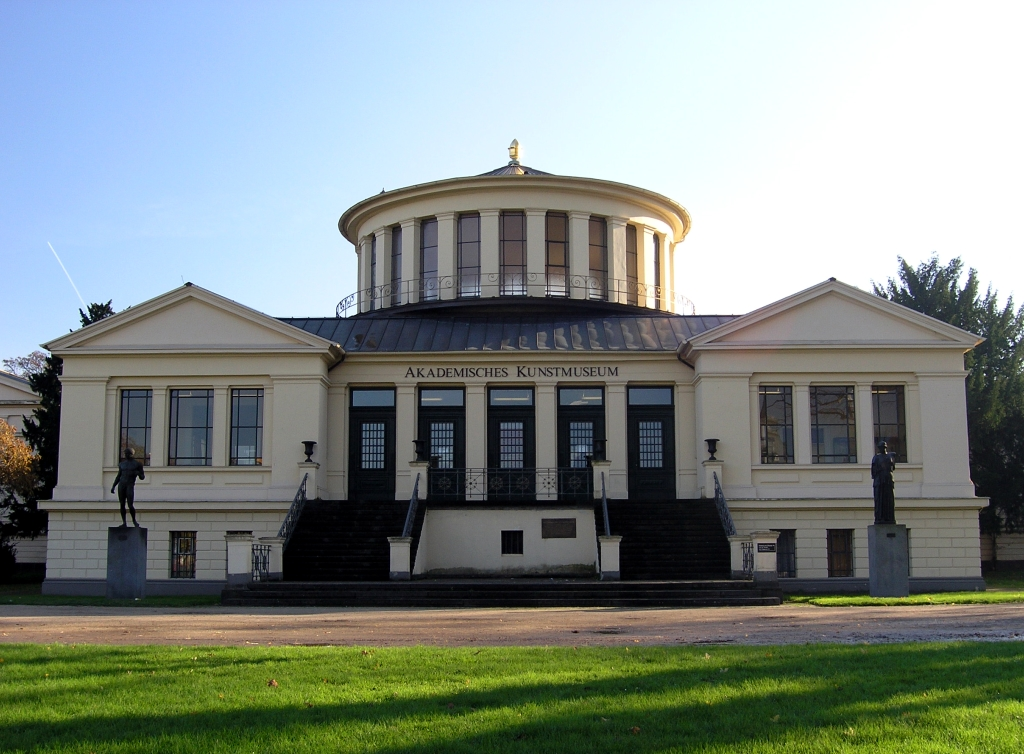
Akademisches Kunstmuseum

- Sechs Graduiertenkollegs und -schulen außerhalb der Exzellenzinitiative[2]
- Zwölf Forschergruppen und Klinische Forschergruppen[2]
- Die Botanischen Gärten kultivieren am Poppelsdorfer Schloss und zwei weiteren Standorten auf 6,5 ha um die 10.000 Pflanzenarten
- Universitätsklinikum Bonn
- Hochschulrechenzentrum mit einem X-WiN-Knoten
- Bonner Zentrum für Lehrerbildung
- Kulturforum der Universität Bonn, aufgeteilt in die beiden Bereiche „Litterarium“ (Literatur und Theater, sowie „Atelier für Bildende Kunst“ – Leiter des Ateliers: Ivo Ringe) und „Forum Musik“ (Musik), ehemals Collegium musicum Bonn
- Sekretariatssitz des International Human Dimensions Programme on Global Environmental Change (IHDP)
- Universitäts- und Landesbibliothek (rd. 2,22 Mio. Bände)
- ca. 100 dezentrale Institutsbibliotheken
- Bonn University Press
- Universitätsarchiv (4.000 Regalmeter, 10.000 Bände)
- Uniradio BonnFM
- Bonn University Shakespeare Company
- Physikzentrum Bad Honnef (Gebäude im Besitz der Universität)
- Debattierclub der Universität Bonn e. V., Europameister im Jahre 2006[67]
- Bonner Akademie für Forschung und Lehre praktischer Politik

Der Universität angeschlossen sind mehrere Bonner Museen. Die größte Tradition hat das Akademische Kunstmuseum am Hofgarten, dessen Antikensammlung bis 1820 zurückreicht. Das Zoologische Forschungsmuseum Alexander Koenig ist eines der renommiertesten zoologischen Museen Deutschlands. Das Arithmeum verfügt über eine umfangreiche Sammlung historischer Rechenmaschinen. Im Koblenzer Tor des Kurfürstlichen Schlosses befindet sich das Ägyptische Museum. Hinzu kommen das Mineralogische Museum, das Goldfuß-Museum für Paläontologie, das Horst-Stoeckel-Museum für Anästhesie-Geschichte und das BASA-Museum (Bonner Amerikas-Sammlung) der Altamerikanistik. Im Sommer 2013 kam das Universitätsmuseum Bonn hinzu.

## Hochschulpolitik
Das Studierendenparlament (SP) hat nach der Wahl im Januar 2025 folgende Sitzverteilung:
| Wahlen zum 47. StudierendenparlamentWahlbeteiligung: 11,02 % 403020100 26,84 %35,43 %12,82 %5,29 %5,19 %14,44 %n. k. %n. k. %n. k. % LPJLGLRCDSLUSTLHGSDSLGLIMSCHRISGewinne und Verlusteim Vergleich zu 2024 %p 20 15 10 5 0 −5−10−15−20−25+3,74 %p+16,00 %p−2,18 %p−3,73 %p−0,05 %p+14,44 %p−23,32 %p−2,7 %p−2,18 %pLPJLGLRCDSLUSTLHGSDSLGLIMSCHRIS | Sitzverteilung im 47. StudierendenparlamentInsgesamt 43 Sitze - die Linke.SDS: 6 - Liste undogmatischer StudentInnen (LUST): 2 - Juso HSG und Links-Grüne Liste: 15 - Liste Poppelsdorf: 12 - LHG: 2 - RCDS: 6 |

## Hochschulsport
Die Universität Bonn besitzt einen der größten Hochschulsportbetriebe in Nordrhein-Westfalen, mit rund 200 Sportangeboten, 38 Sportstätten in der gesamten Stadt sowie zwei eigenen Sportanlagen auf dem Venusberg und an der Römerstraße im Bonner Stadtteil Castell. Mit der Halle 5 betreibt die Hochschule des Weiteren ein eigenes Fitnessstudio mit Geräten und Kursräumen für alle Kraft- und Ausdauersportarten.
Überregionale Bedeutung genießt innerhalb des Bonner Hochschulsports das Rudern. Im eigenen Bootshaus am Rheinufer, zwischen den beiden Bonner Stadtteilen Beuel und Limperich gelegen, steht den Bonner Ruderern ein vielfältiger und moderner Bootspark an Ausbildungs- und Rennbooten zur Verfügung. Die Ruderriege der Universität Bonn zählt zu den traditionsreichsten im Deutschen Ruderverband und nimmt jedes Jahr in teils gemischten Mannschaften im Vierer oder Achter an Regatten in ganz Deutschland teil. Höhepunkt ist die jährliche Teilnahme an den deutschen Hochschulmeisterschaften, bei denen sich in den vergangenen Jahren die Bonner Ruderer wiederholt für das jeweilige Finale qualifizieren konnten.

## Ranking
Im Hochschulranking der Jiaotong-Universität Shanghai belegte die Universität Bonn im Jahr 2019 den 70. Platz weltweit und den vierten Platz im nationalen Vergleich. Besonders renommiert sind die Fächer Mathematik, Ökonomie (Volkswirtschaftslehre), Physik und Agrarwissenschaften, die im internationalen Vergleich die Plätze 30, 35 und 46 belegen. Deutschlandweit stehen Mathematik und Ökonomie auf Platz 1, die Agrarwissenschaften und die Physik auf Platz 3. Darüber hinaus genießt auch der Fachbereich Rechtswissenschaften ein international sehr hohes Renommee. Die Universität Bonn ist zudem seit 2018 bzw. 2019 die erfolgreichste Universität in der Exzellenzstrategie mit der Auszeichnung als Exzellenzuniversität sowie insgesamt sechs Exzellenzclustern.

## Personen
Zu der Vielzahl bekannter Wissenschaftler, die an der Universität Bonn lehrten, gehören die Nobelpreisträger Philipp Lenard (Physik, 1905), Otto Wallach (Chemie, 1910), Wolfgang Paul (Physik, 1989), Reinhard Selten (Wirtschaftswissenschaften, 1994), Harald zur Hausen (Physiologie oder Medizin, 2008) und Reinhard Genzel (Physik, 2020). Weitere herausragende Gelehrte waren Friedrich Wilhelm August Argelander (Astronomie), Ernst Moritz Arndt (Geschichtswissenschaft), Karl Barth (evang. Theologie), Felix Hausdorff (Mathematik), Heinrich Hertz (Physik), Friedrich Hirzebruch (Mathematik), Alfred Kantorowicz (Zahnmedizin), Joseph Ratzinger (kath. Theologie) und August Kekulé (Chemie).
Für weitere bekannte Gelehrte und Studierende sowie Ehrendoktoren siehe die Liste von Persönlichkeiten der Rheinischen Friedrich-Wilhelms-Universität Bonn.

## Beteiligungen
Die Universität ist Gesellschafter der PD – Berater der öffentlichen Hand.